# Мурали Рівного
Мурали це настінні розписи на архітектурній площині будівель у місті Рівне, створені художниками та ентузіастами. Монументальний живопис, мурал, стіно́пис — рід живопису, твори якого мають самостійне значення і сприймаються незалежно від оточення. Твір монументального живопису створюється на стаціонарній (на відміну від станкового малярства), а не на утилітарній (на відміну від декоративного живопису) поверхні. Згідно з тлумачним словником мистецтвознавчих термінів: «Монументальний живопис — це твір образотворчого мистецтва значного розміру, пов'язаний з архітектурою, але із самостійним і суспільно значимим образним змістом».

## Урбаністичне мистецтво радянської епохи
Настінне мистецтво у Рівному почало з'являтися з розквітом міста у середині 20-го століття. Настінне мистецтво загалом отримувало форму мозаїки та металевих конструкцій. Мозаїчні конструкції було створено також і в окремих малих архітектурних формах, як то скульптури Гідропарку, або стели, наприклад на перехресті вул. Соборної та вул. Дубенської та на в'їзді в місто з київського напрямку.
Та при цьому основна декоративна робота була проведена до святкування 700-річчя міста, що й задало тональність самих робіт.
Авторство мозаїчних робіт наразі не встановлено, проте в місті діяла художня майстерня, тому ймовірно що автор(и) робіт були місцевими працівниками оформителями.

### Мозаїка на Головпоштамті
Рельєфна мозаїка на боковій стіні Головпоштамту по вул. Соборній. Як видно з самого мозаїки, її було зроблено до дня 700-річчя міста у 1983 році. Згідно закону про декомунізацію, радянську символіку на мозаїці було демонтовано, проте її сліди досі проглядають у верхній частині.

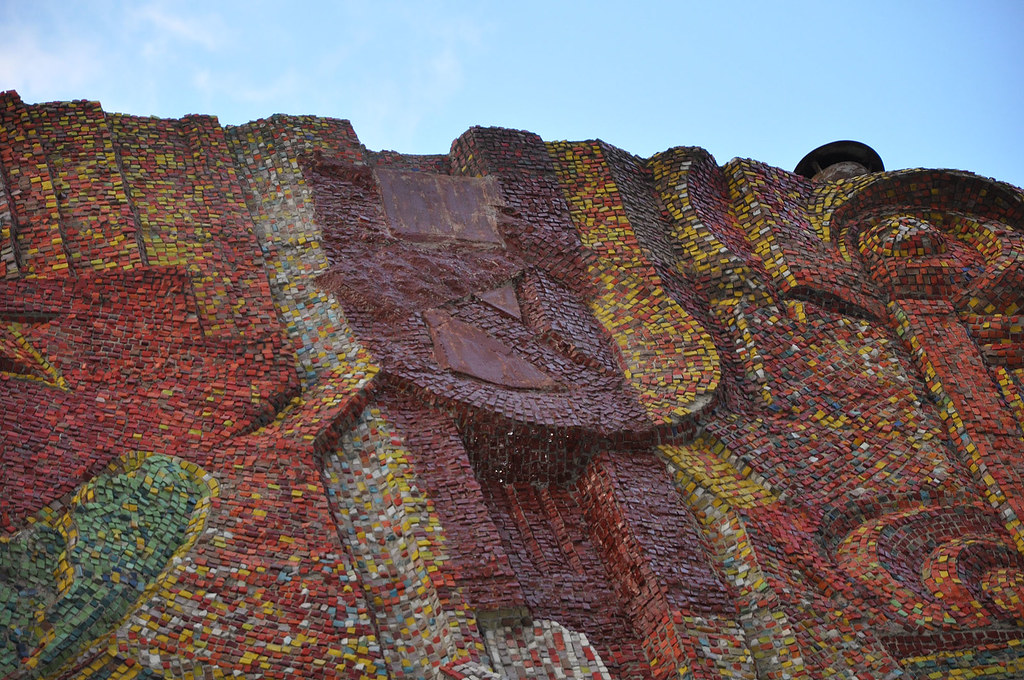
Залишки демонтованої радянської символіки

### Мозаїка на стіні РЗВА

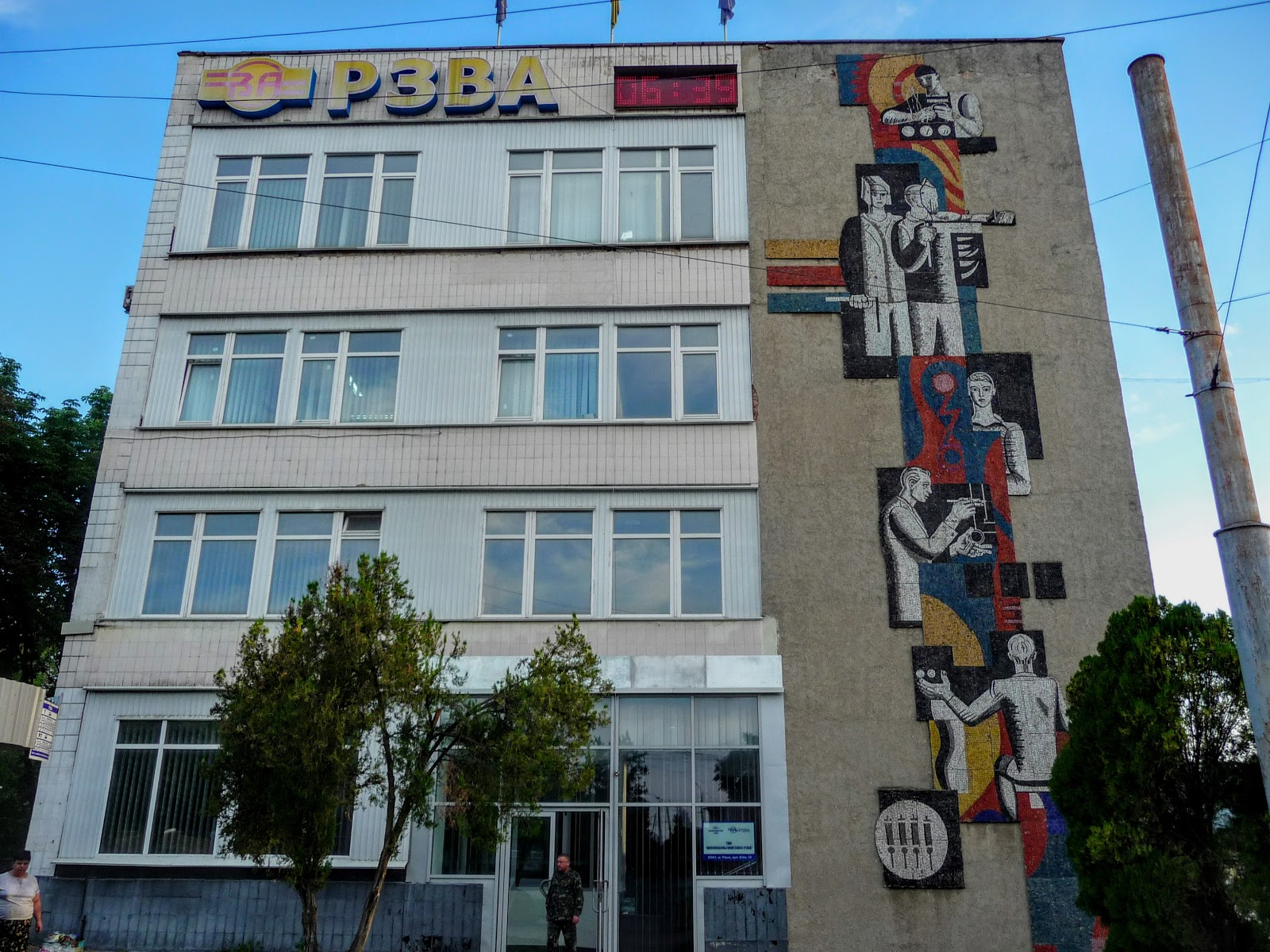
Мозаїка на стіні РЗВА

### Плиткова мозаїка на вул. Кавказькій 1

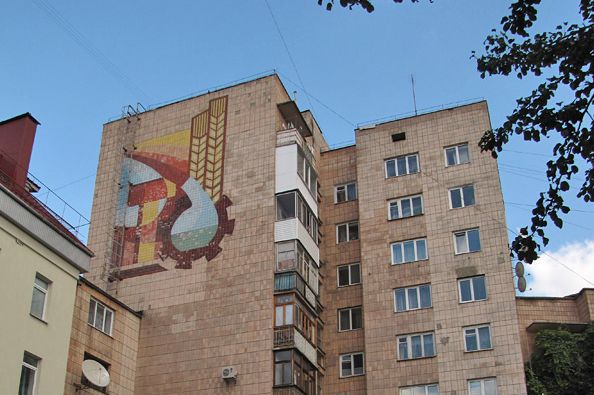
Плиткова мозаїка на вул. Кавказькій 1

### Мозаїка на МПК «Текстильник»
Рівненський міський палац культури "Текстильник" було створено для проведення заходів та розваг працівників Льонокомбінату. Тому не дивно що на фасаді Палацу зображено працівників та працівниць текстильної промисловості під час роботи та відпочинку.

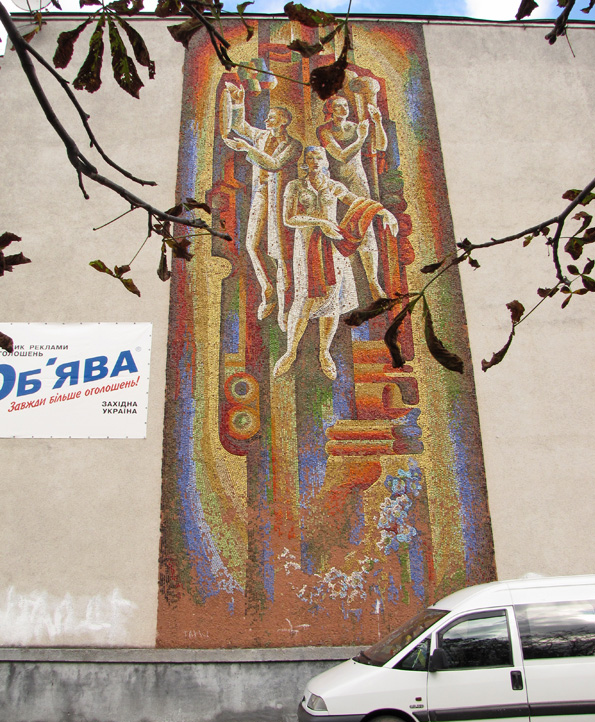
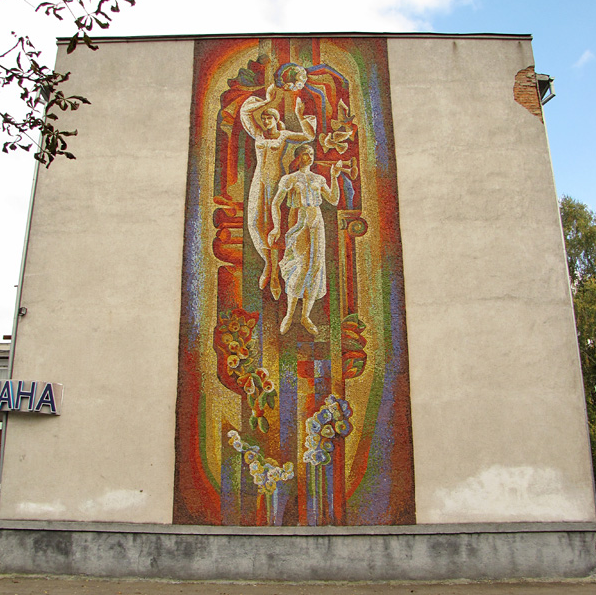

### Металеві декоративні конструкції на фасадах

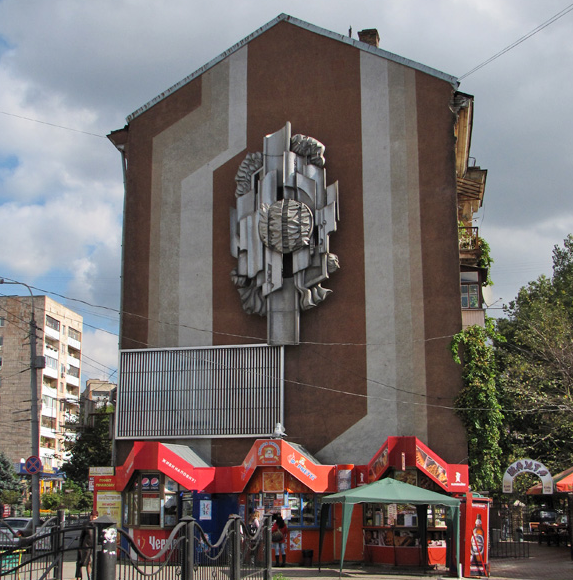
Металевий декор на фасаді будинку біля ЦУМу
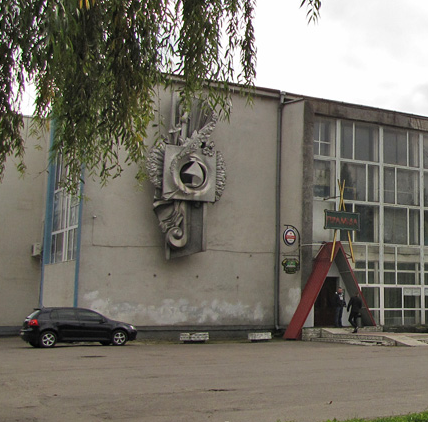
Металевий декор на фасаді МПК "Текстильник"
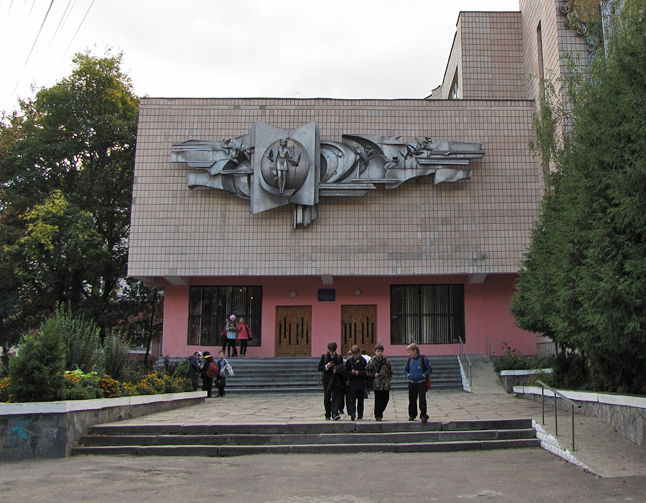
Металевий декор на фасаді школи №15

## Стінописи після відновлення незалежності до новітнього часу революцій
З відновленням незалежності України культура та традиції продовжили активно розвиватися, і мистецтво у публічному просторі перестало бути монополією держави. Попри хаотичні деструктивні спроби графіті у місті, як то написи на стінах жилих будинків, стіни сцени у парку ПДМ, або мури вздовж з/д колій, деякі роботи графіті все ж таки отримали визнання, та майстри запрошувалися для оздоблення внутрішніх стін приміщень. Хоча в місті є чимало площ для конкурсних робіт, або наданих офіційно для повнорозмірних творів, але ціленаправленої та скоординованої роботи з майстрами графіті задля допомоги у самовиражені не було проведено, тому досі немає прикладів комплексних та сформованих робіт.

### Орнітологічне
Графітист, що підписується ніком БРАТ прикрашає міські стіни й паркани великими зображеннями птахів. Наразі малюнків уже з десяток — є бджолоїдки, вільшанка, дрізд чорний, зяблик, синиця велика, сорока, омелюх, волове очко, горобець польовий, а також якась із екзотичних мухоловок. 

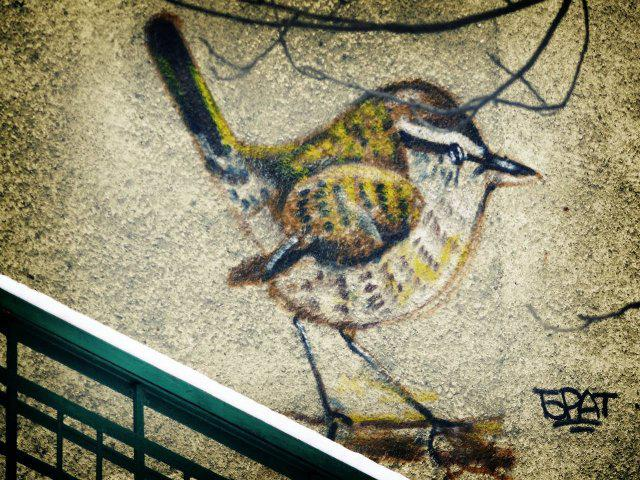
Графіті птаха, БРАТ
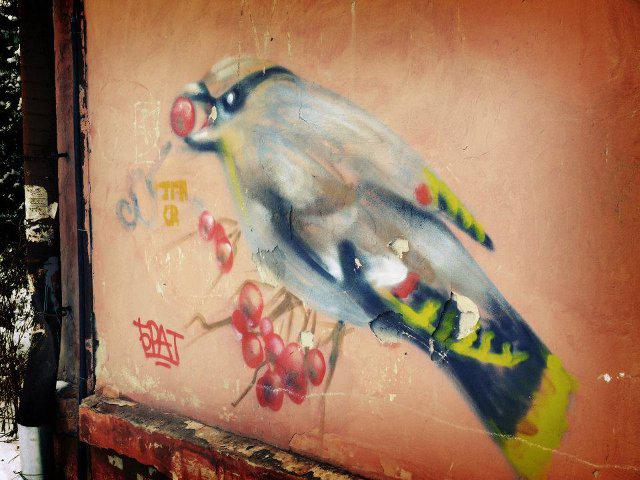
Графіті птаха, Ст.Бандери 11, БРАТ
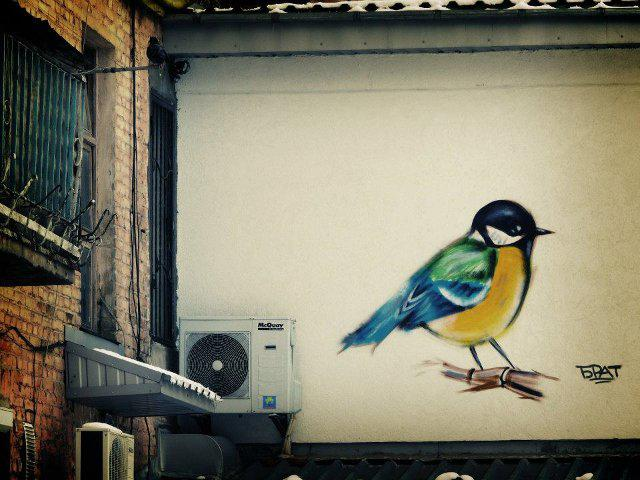
Синичка, позаду магазину Антошка на Майдані Незалежності, БРАТ
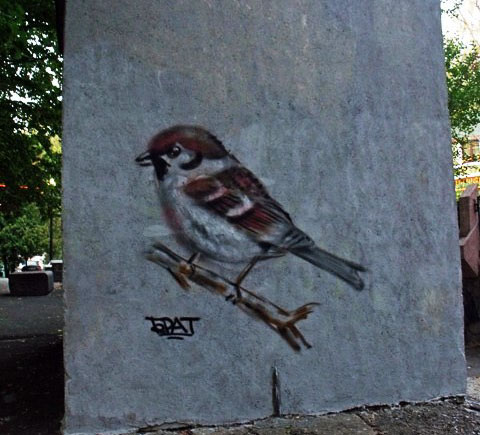
Горобець, парк Т.Г.Шевченка, БРАТ
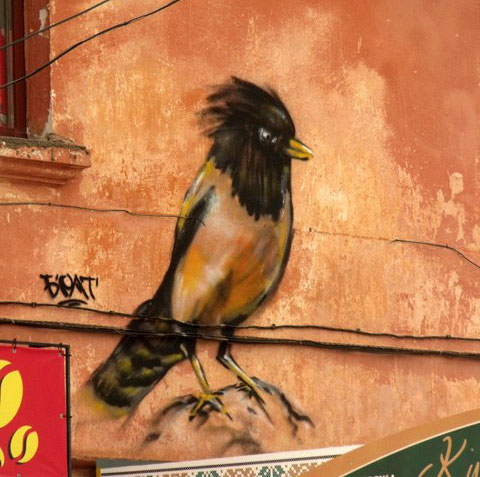
Графіті птаха, вул.Замкова, БРАТ
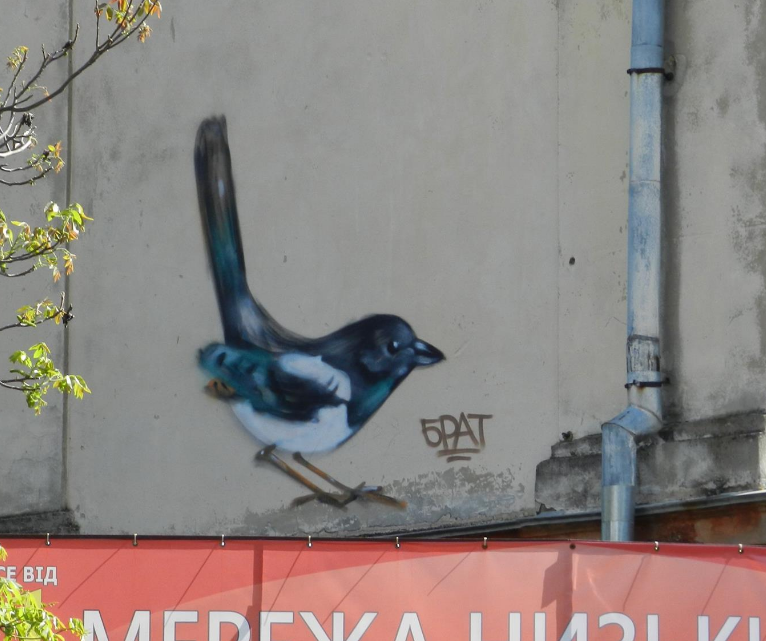
Графіті сороки, БРАТ
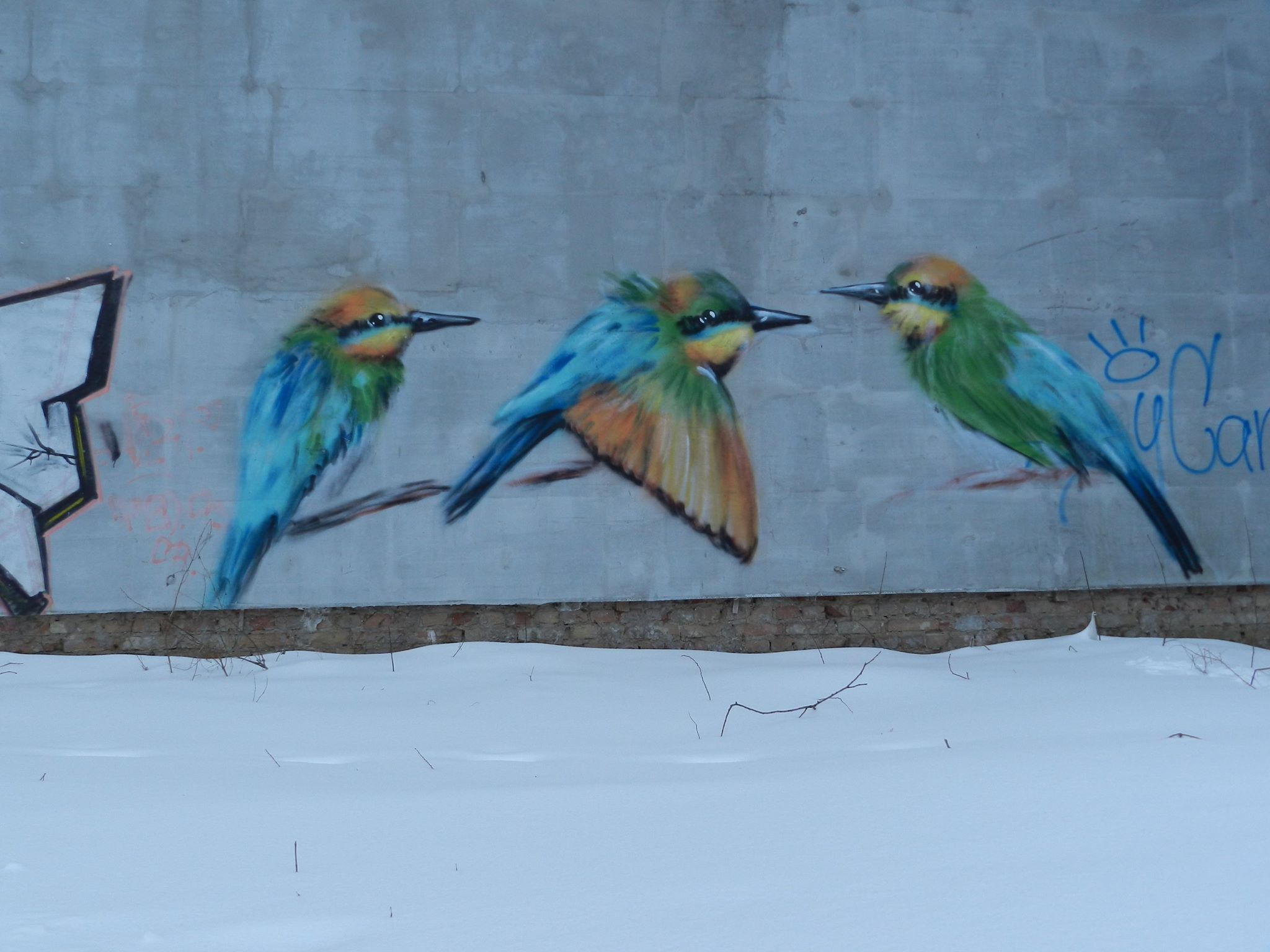
Графіті трьох бджолоїдок
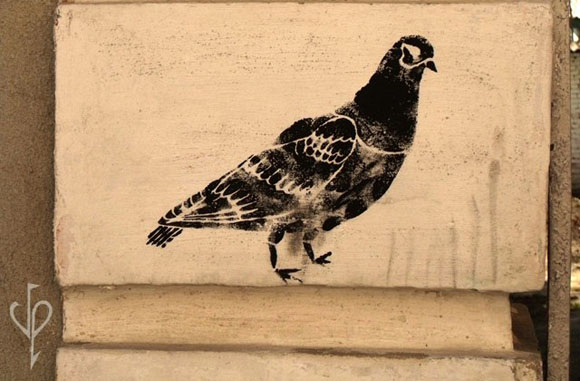
Трафаретне графіті голуба
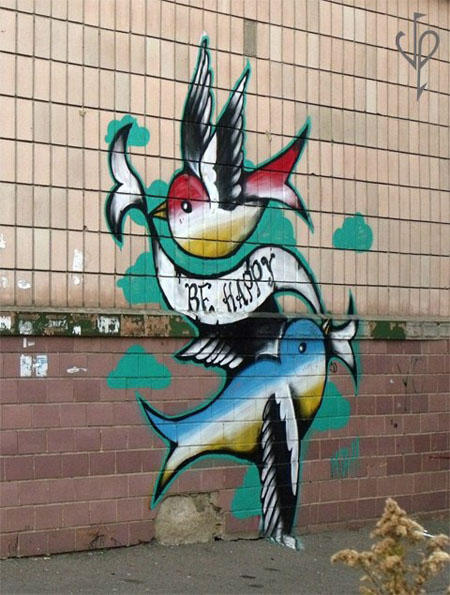
Be Happy
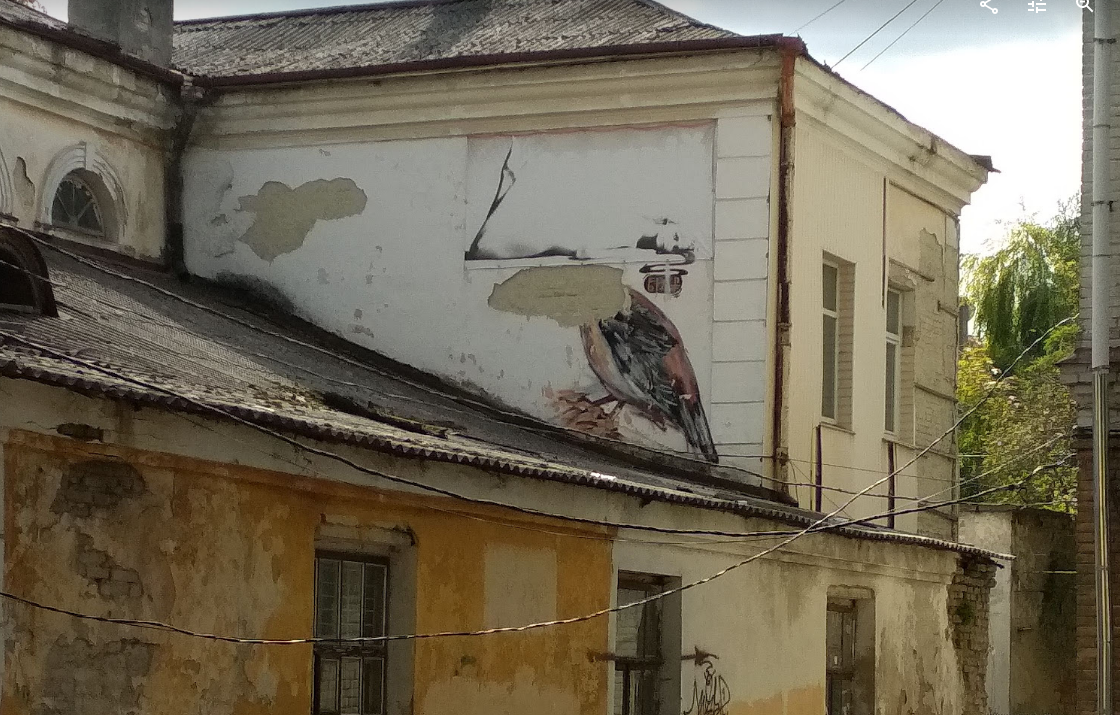
Горобець на будинку офіцерів, частково ушкоджений

### Різні графіті[3]

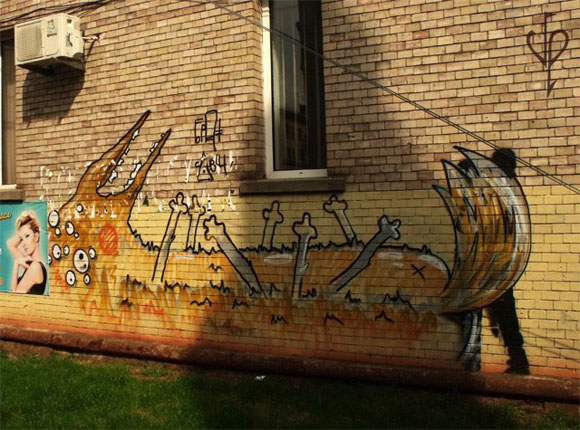
Графіті лиса на Театральній площі
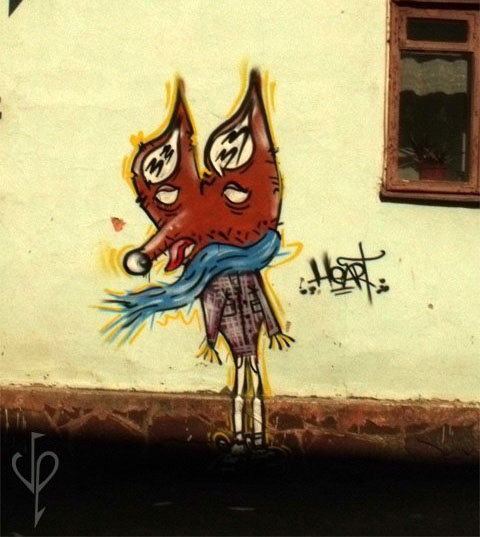
Графіті лиса, вул.Петлюри
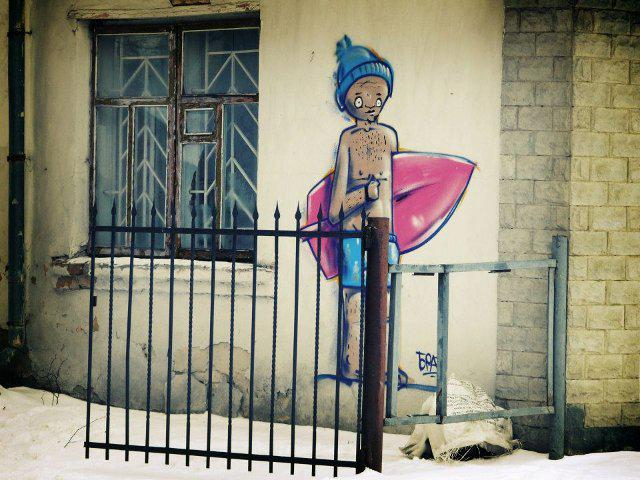
Серфінгіст
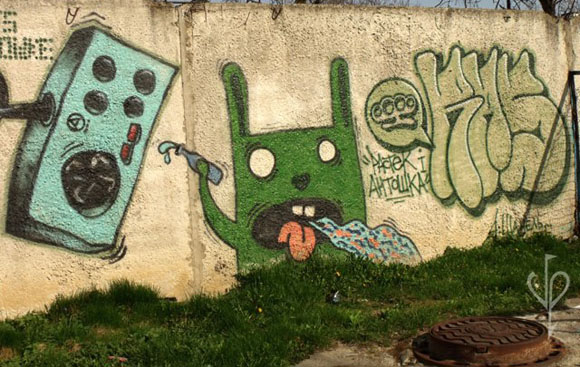
Зелений заєць на вул.Шопена
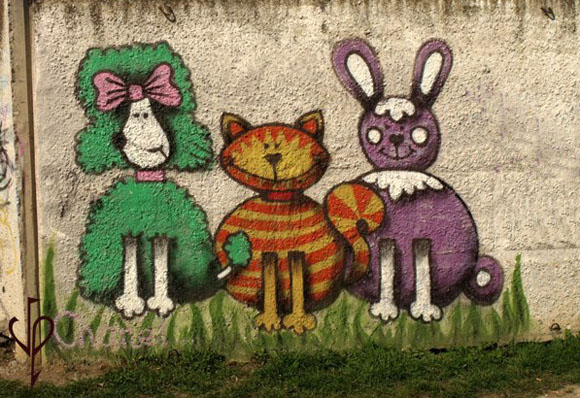
Троє звіряток, вул.Шопена
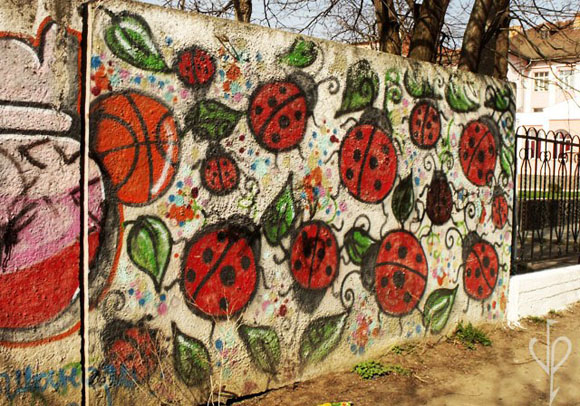
Баскетбольні бедрики, вул.Шопена
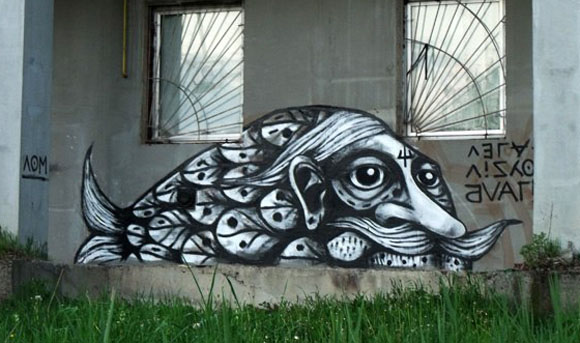
Графіті вусатого сома, набережна

### Церковне настінне мистецтво
Паралельно із світським суспільством, настінне мистецтво отримало розвиток у храмовому оздобленні. При спорудженні та опорядженні храмів фасад прикрашається мозаїчними панно. Проте церковне мистецтво хоч і має багато спільного з муралами, проте залишається більш вузьким видом творчості за рамками розглядаємої теми.

### Рекламний комерційний стіновий розпис
Разом із розвитком культури в місті активно розвивається комерційний сектор, тому не дивно що настінний розпис також було задіяно в рекламній сфері та зовнішньому опорядженні фасадів. Окрім суто поліграфічного зображення, як то банери, друк на оракалі, деякі підприємці та фірми використовують розпис по стіні для створення рекламно-інформаційного зображення. Проблема комерціалізації мистецтва та включення такого настінного розпису до категнорії муралів є дискусійним питанням. Проте якщо зображення несе мистецький характер, окрім утилітарного його авжеж можна віднести до творчості, тобто розглядати такі роботи як мурали.

## Стінописи після 2014 року

### Мурал Героїв Небесної Сотні
Події 2014 року в останні дні й після Революції Гідності — розстріл Небесної Сотні, російська інтервенція до Криму, Російсько-українська війна — стали глибоким потрясінням для українського суспільства. Водночас вони спричинили сплеск патріотичних почуттів українців. Люди намагались висловити свої емоції простими засобами. Упродовж усього 2014 року графіті доповнили зображеннями кольорів національного прапора. Фарбування парканів і мостів у синьо-жовті барви набуло поширення у багатьох регіонах країни.

Молоді протестувальники у місцях протистояння із силовиками також наносили графіті. Художники не залишились осторонь і спробували підтримати протестні настрої своїми творами. Так з'явився мурал та інсталяція на честь Героїв Небесної Сотні біля Органного залу, вул. Гоголя, 4.

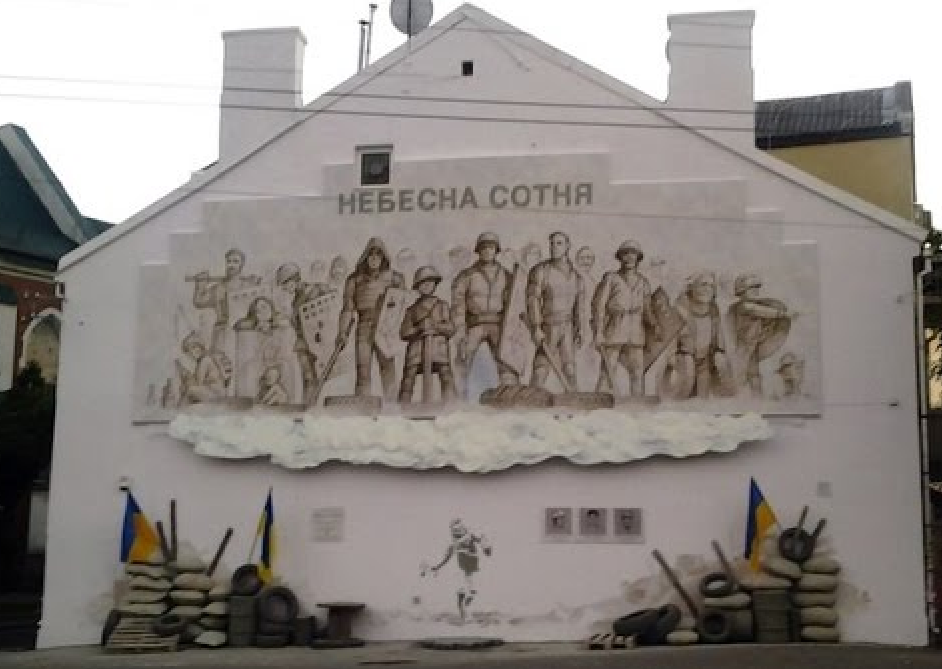
Мурал Героїв Небесної Сотні

### Мур передРДГУ
Мур перед РДГУ було оздоблено національно-патріотичними зображеннями, невстановленого авторства.

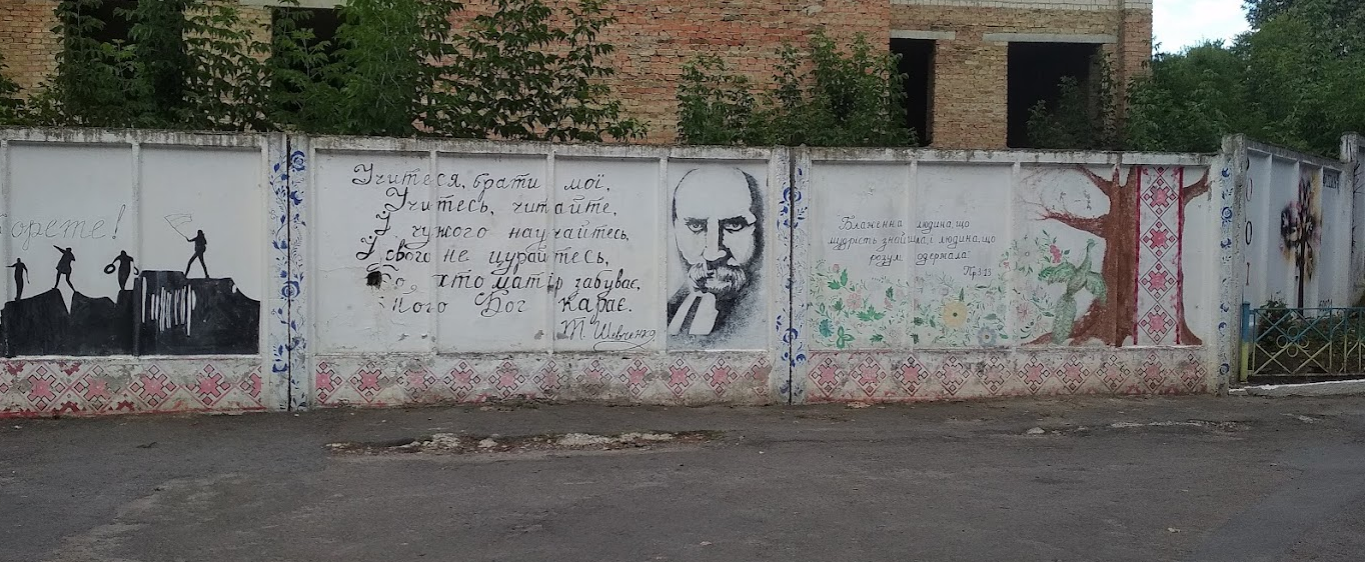
Мурал на мурі перед РДГУ

### Моє місто

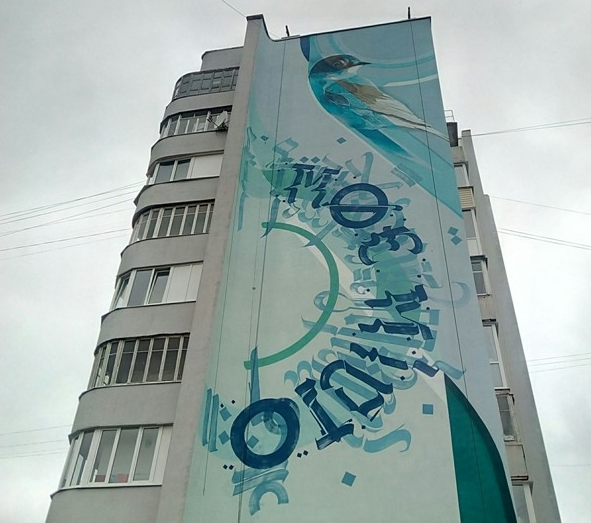
Горихвістка

Інтерактивний мурал із зображенням горихвістки створено в 2018 році художниками Віктором Челядою та Тарасом Довгалюком у рамках проєкту "The Street Walls", та розташовано на бічному фасаді будинку по вул. Міцкевича 9.
Мурал в русі можна побачити за допомогою технології доповненої реальності. Відео муралу в русі за посиланням.

### Мурал ДСНС
Мурал на пожежній частині на вул.Павлюченка 23 невстановленого авторства було створено в 2017 році.

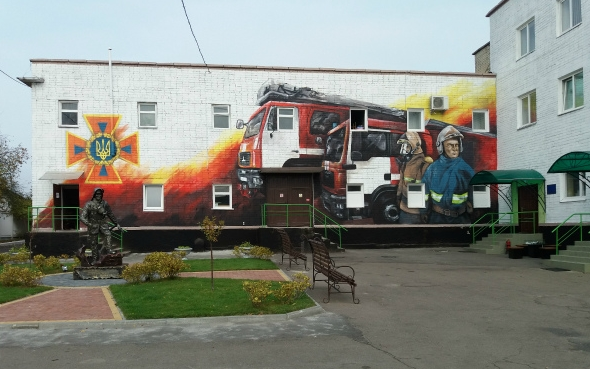
Мурал ДСНС

### БарМаки
Мурал невстановленого авторства створено у 2017році на стіні перед стоянкою авто ресторану БарМаки по вул.Костромській 41Б

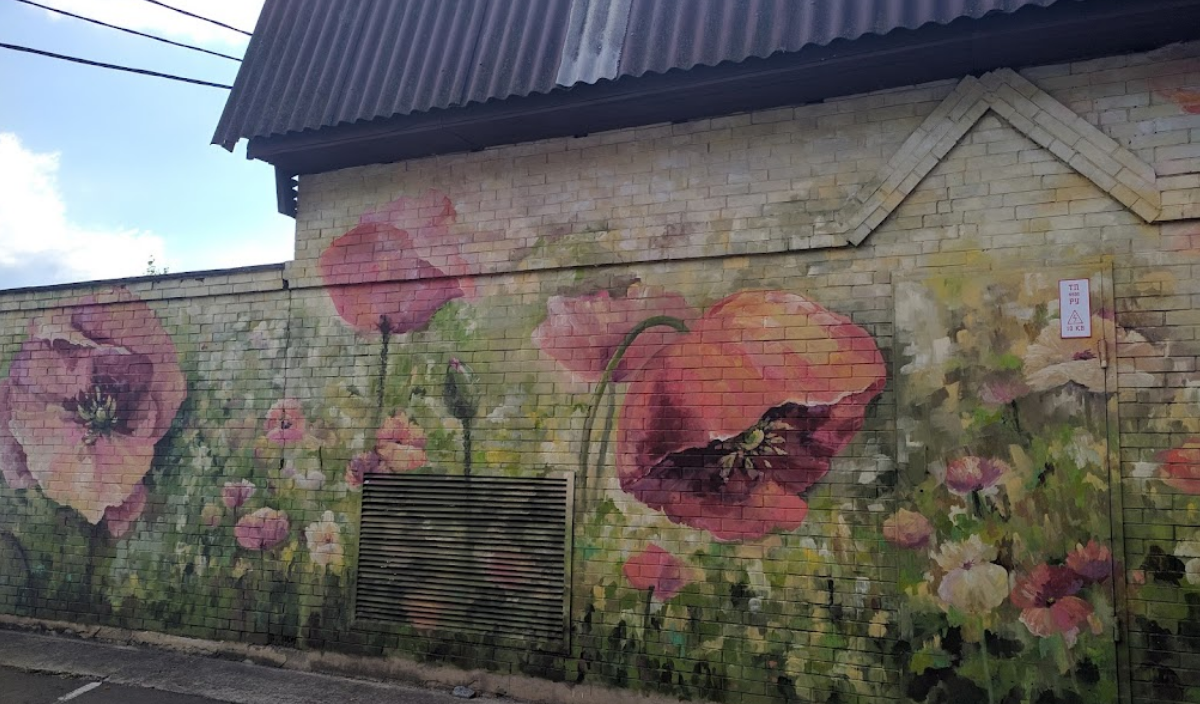
Мурал БарМаки

### "Підводний перехід"
Підземний перехід на кінцевій зупинці тролейбусів Боярка, настінні розписи невстановленого авторства 2016 року.

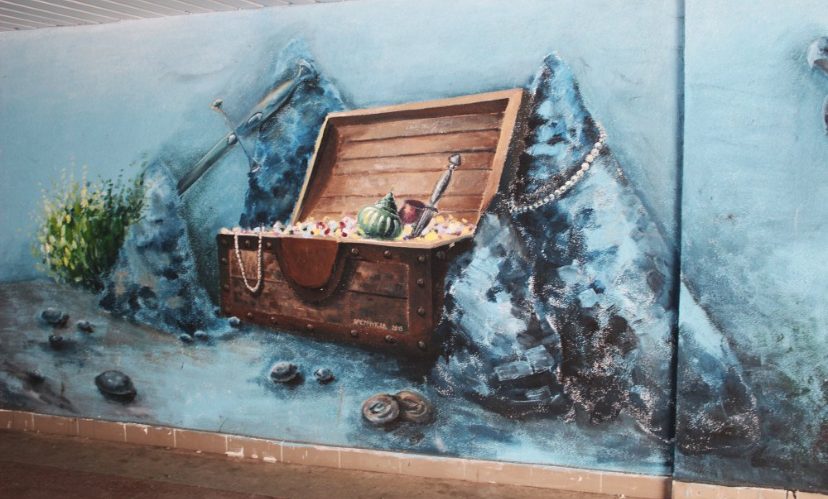
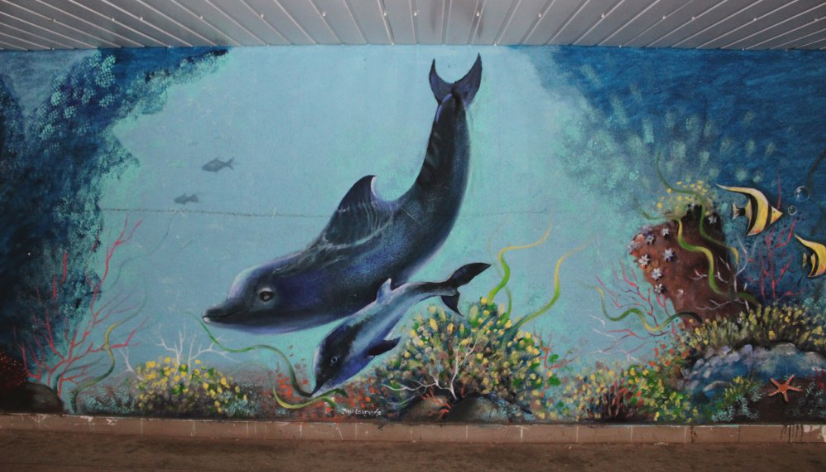
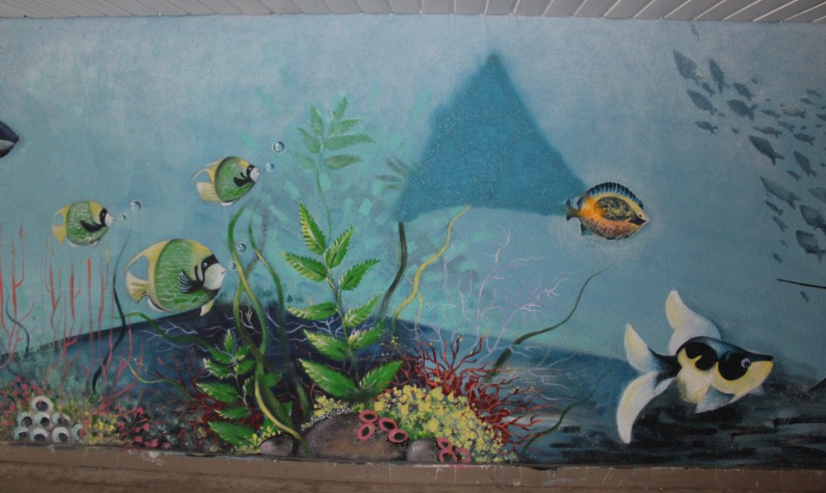

### Вишиванка Шухевича, 8

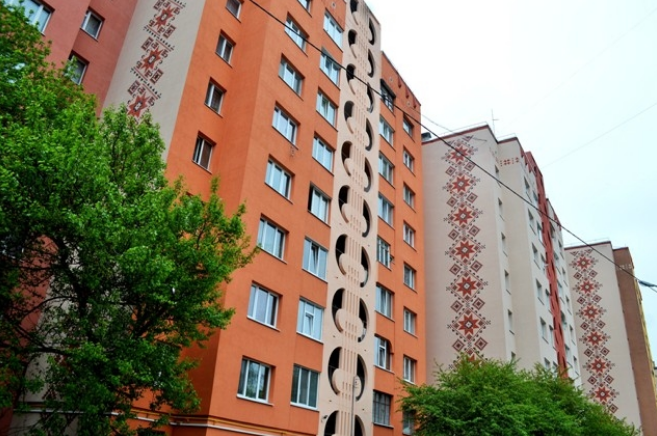
Вишиванка Шухевича 8

### Герб України
Зображення герба розміщено на стіні по вул. Ст.Бандери 60-А.

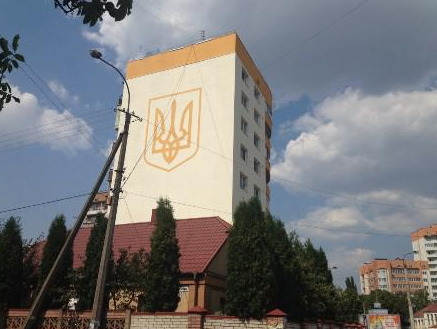
Мурал герб

### Герб Рівного
Стилізований спрощений герб міста Рівне було нанесено під час утеплення будинку по вул.Коновальця в 2016 році.

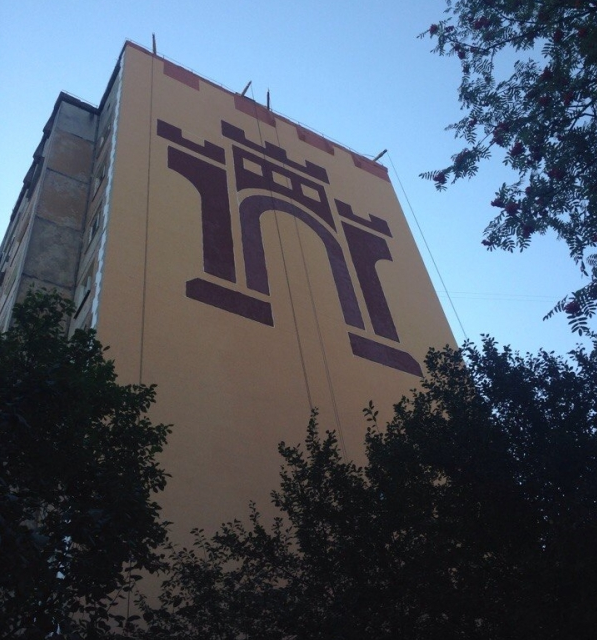
Герб Рівного

### Сонячна брама
У 2017 році на фасаі будинку за адресою Коновальця 6 було нанесено стилізований логотип міста в обрамленні сонця.

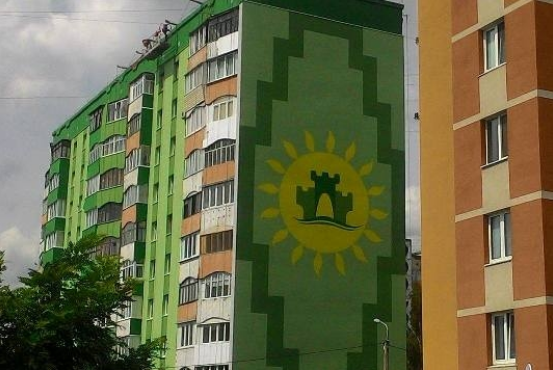
Сонячна брама

### Гепард ПДМ[4]
Інтерактивний мурал намальовано на стіні перед входом до Рівненського Палацу Дітей та Молоді. Побачити мальонок у русі можна за допомогою технології доповненої реальності за посиланням.

Роботу було зроблено навесні 2019 року, французом Marko93, чиї роботи знаходяться також на будівлі Міністерства культури Франції в Парижі, 

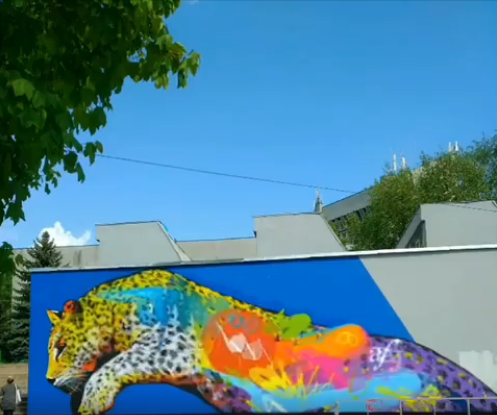
Гепард ПДМ

### Парк ПДМ
Графіті у парку Палацу Дітей та Молоді.

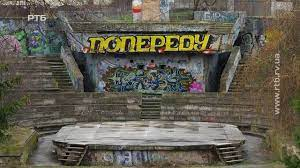
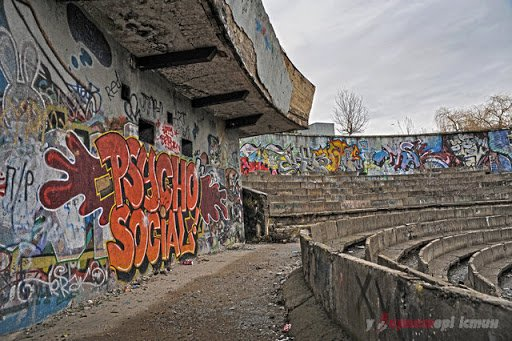
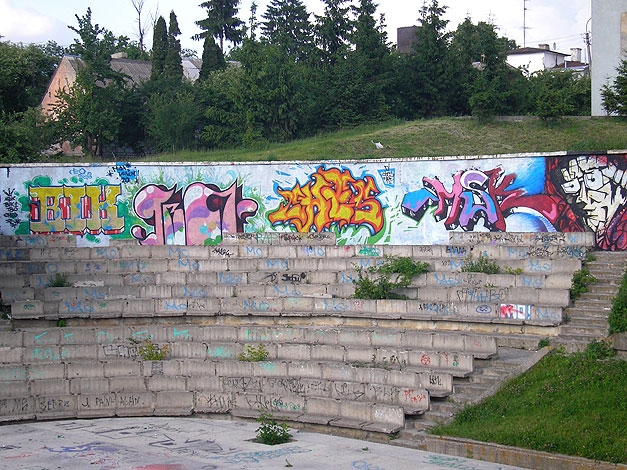
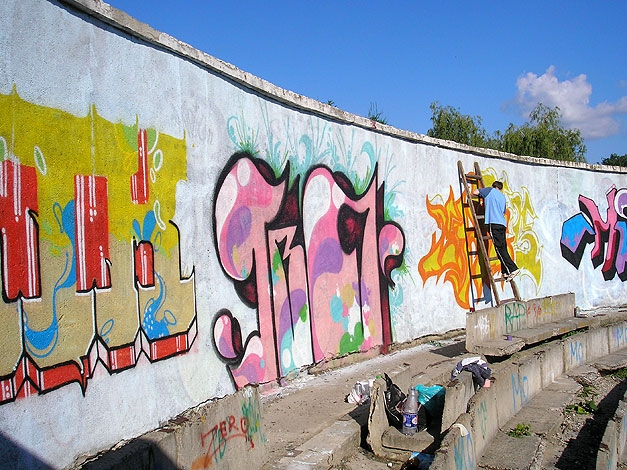

### Мурал на музичній школі №2 у ПДМ
З заднього боку музичної школи стіна має ведмедя з кобзарем невстановленого авторства.

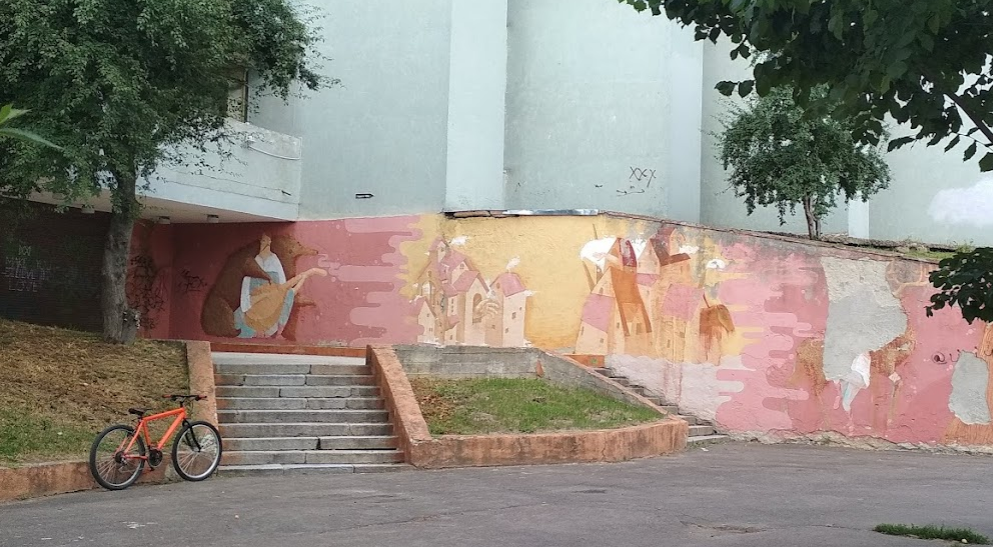
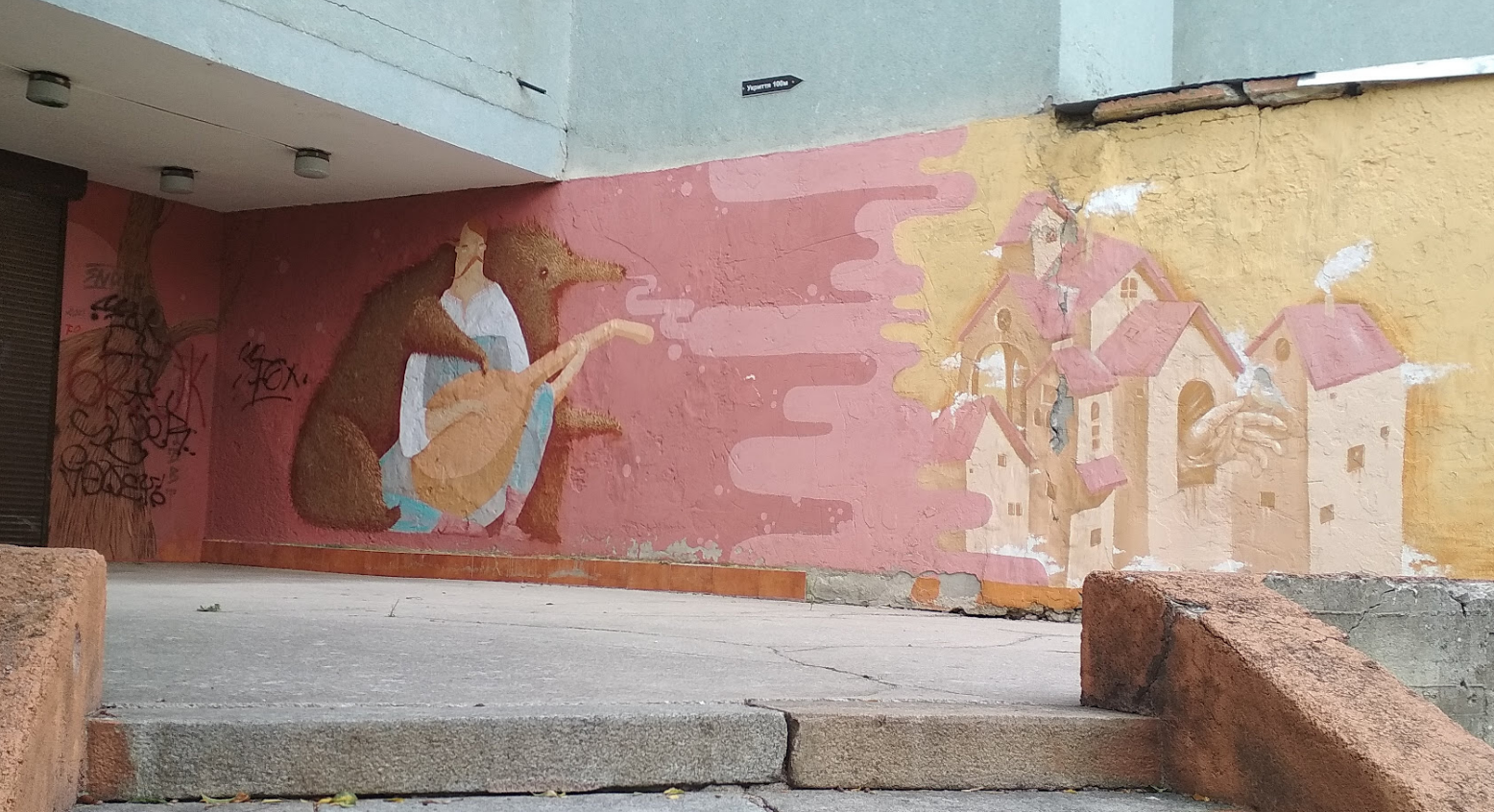

### Графіті за ОДА
Графіті невідомого автора за Обласною Державною Адміністрацією по вул.Кавказькій.

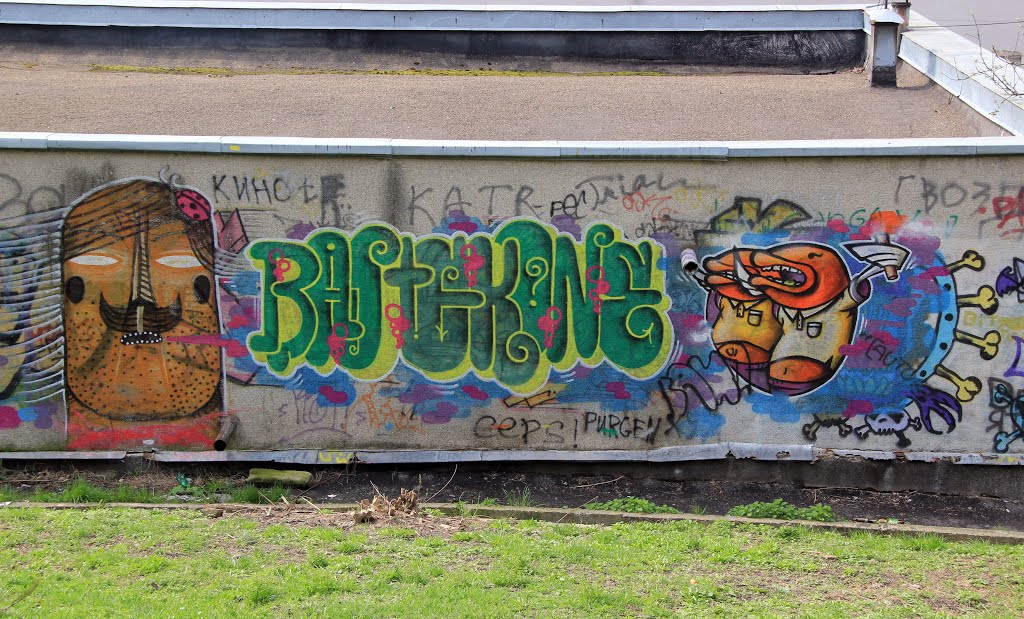
Графіті за ОДА

### Літаюче місто

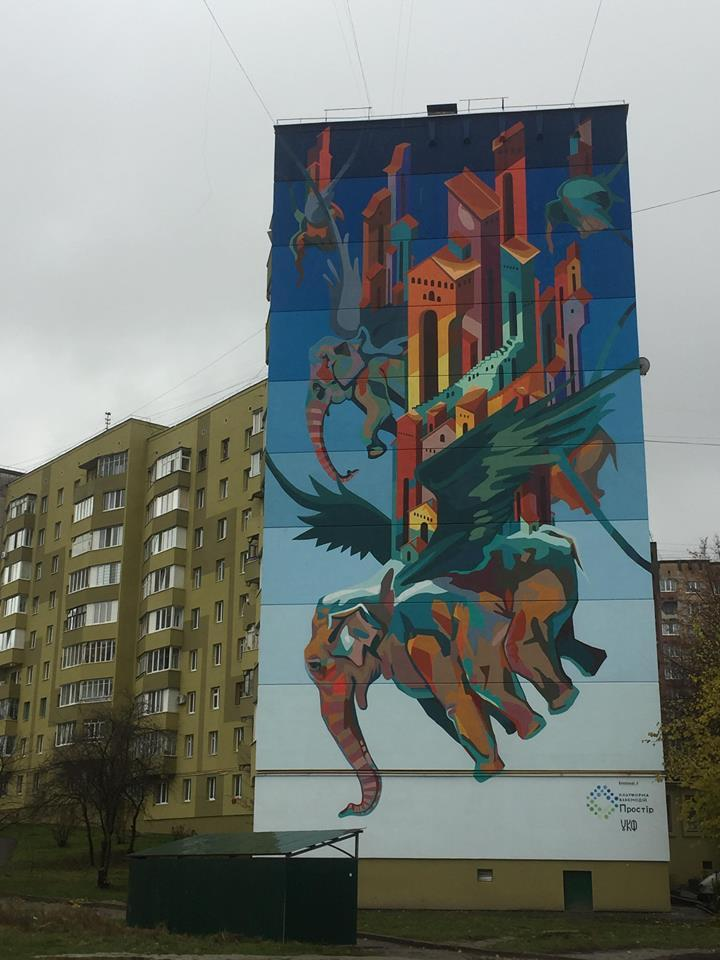
Літаючі слони

### Безпека дорожнього руху

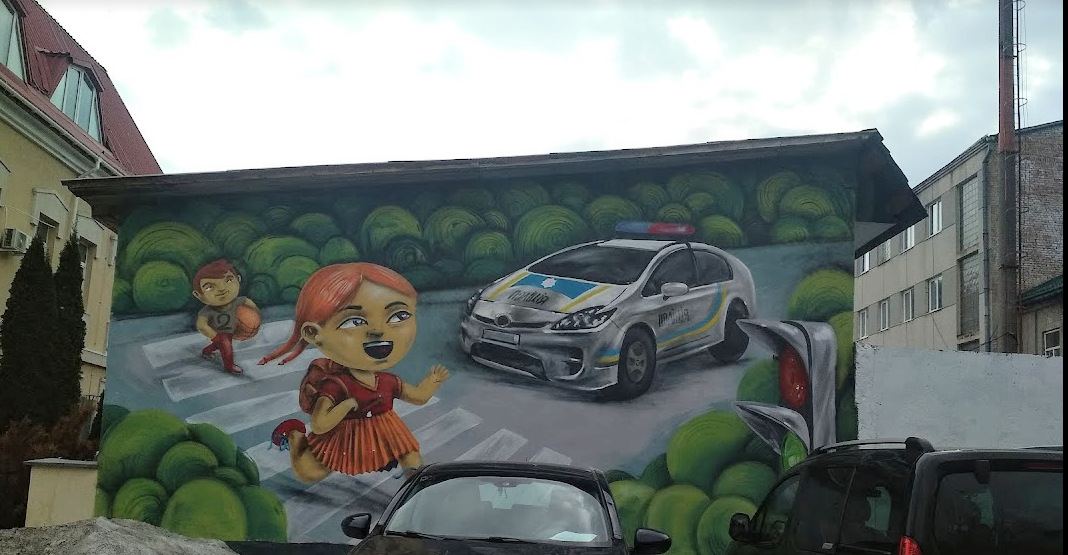
Безпека дорожнього руху

Стінопис на вулиці Яворницького.

### Літаюче місто[5]
Інтерактивний мурал на фасаді будинку по вул. Коновальця, 7 зображає слонів, на спині котрих знаходиться місто. Переглянути мурал в русі можна за допомогою технології доповненої реальності. Переглянути відео муралу в русі можна за посиланням.

### Вхід в етнічному стилі
Оформлення входів до багатоквартирного будинку по вул. Д.Галицького, 1

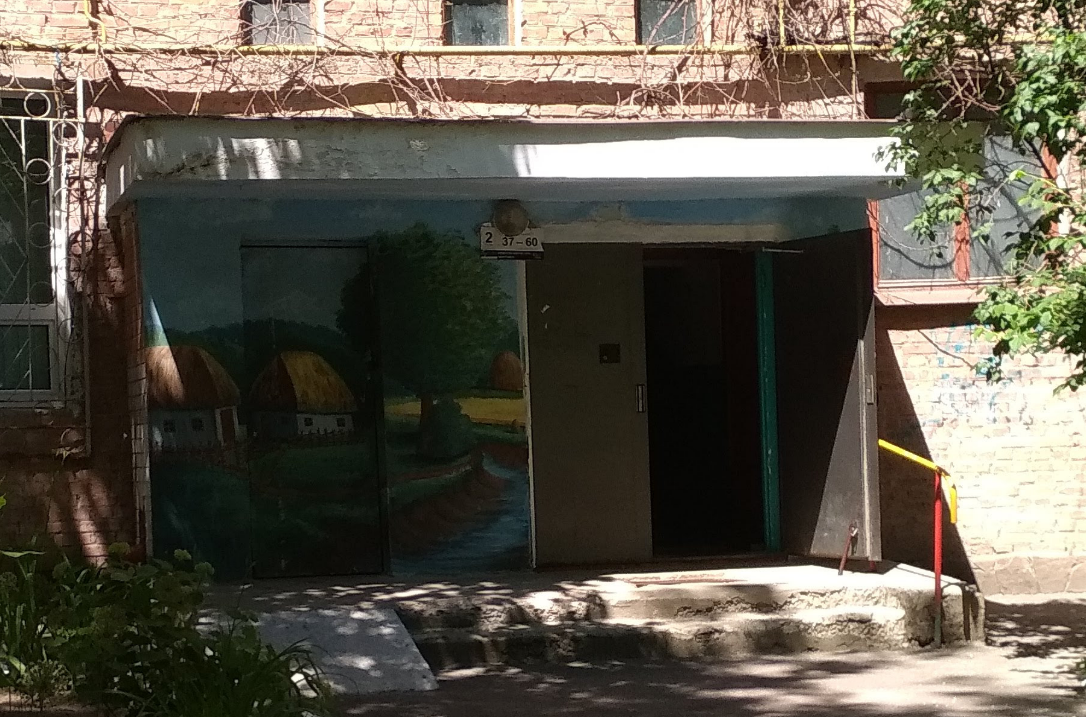
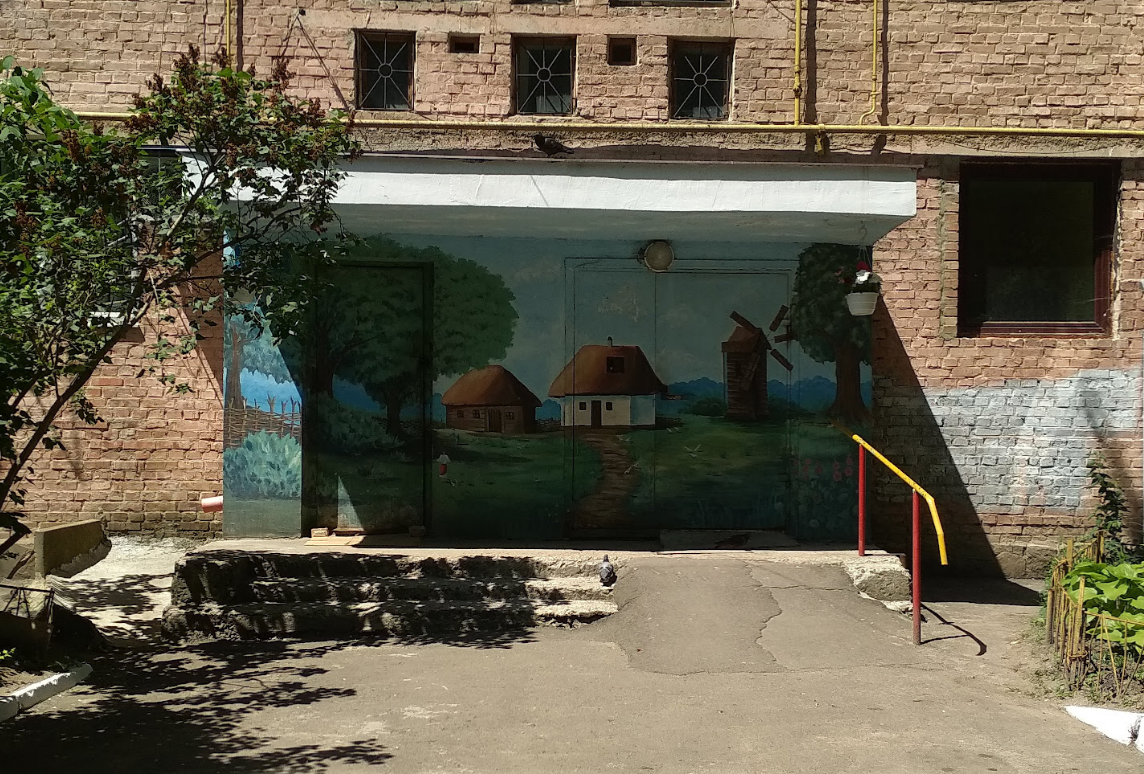
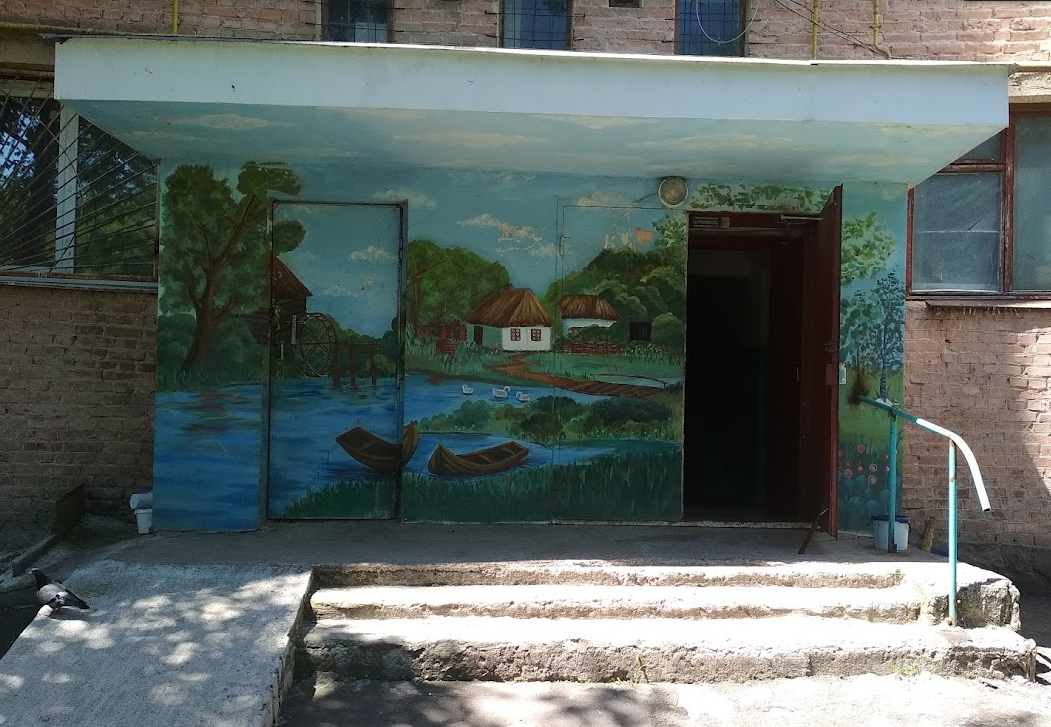
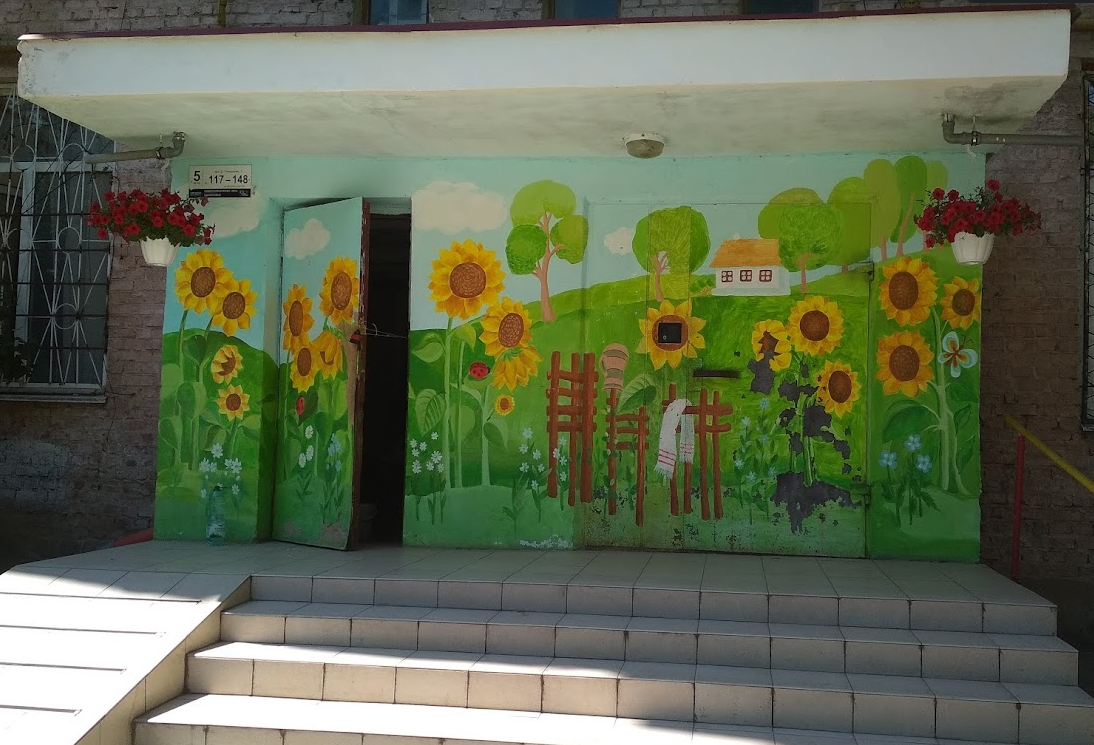

Оформлення входу до багатоквартирного будинку по вул. Чорновола, 40

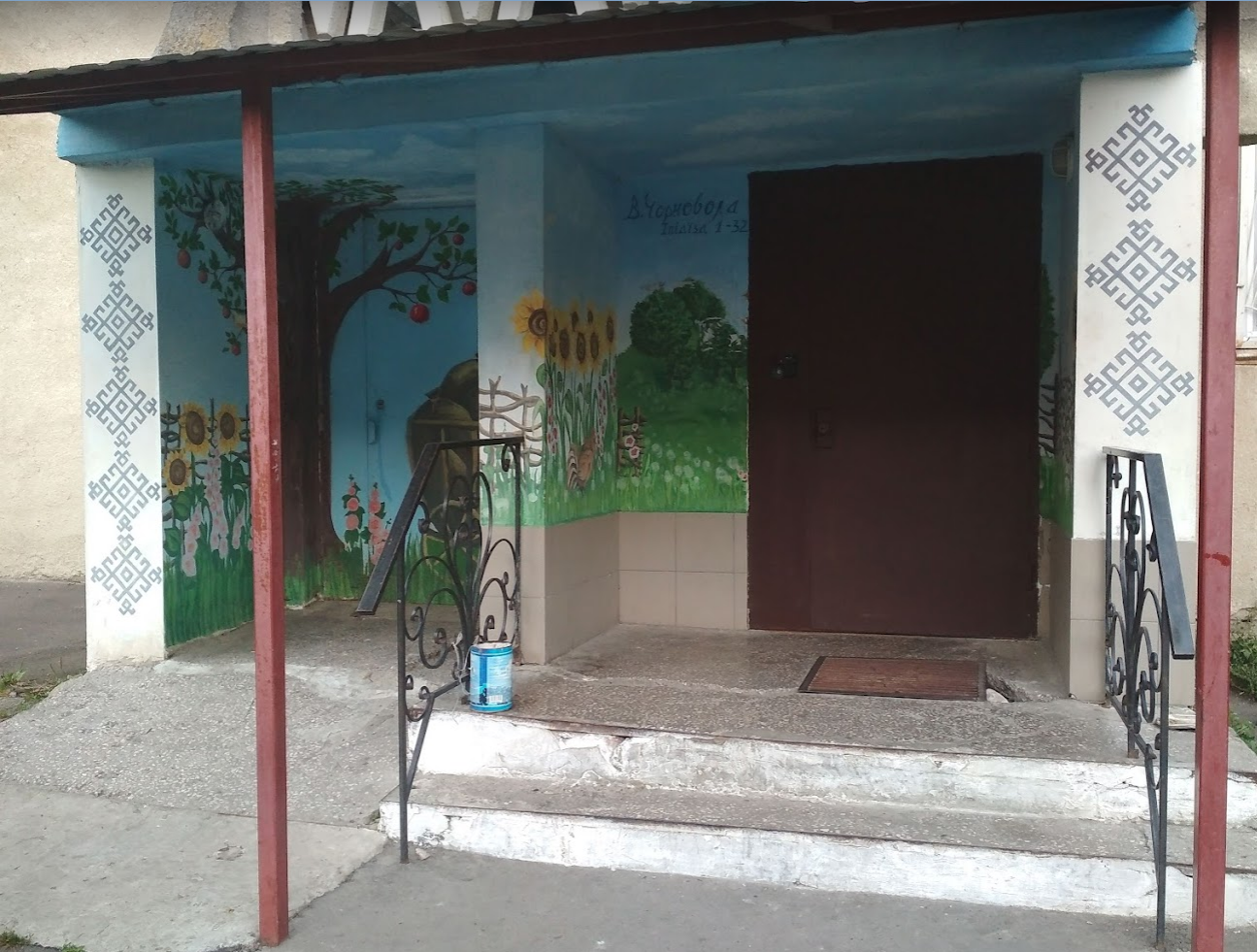
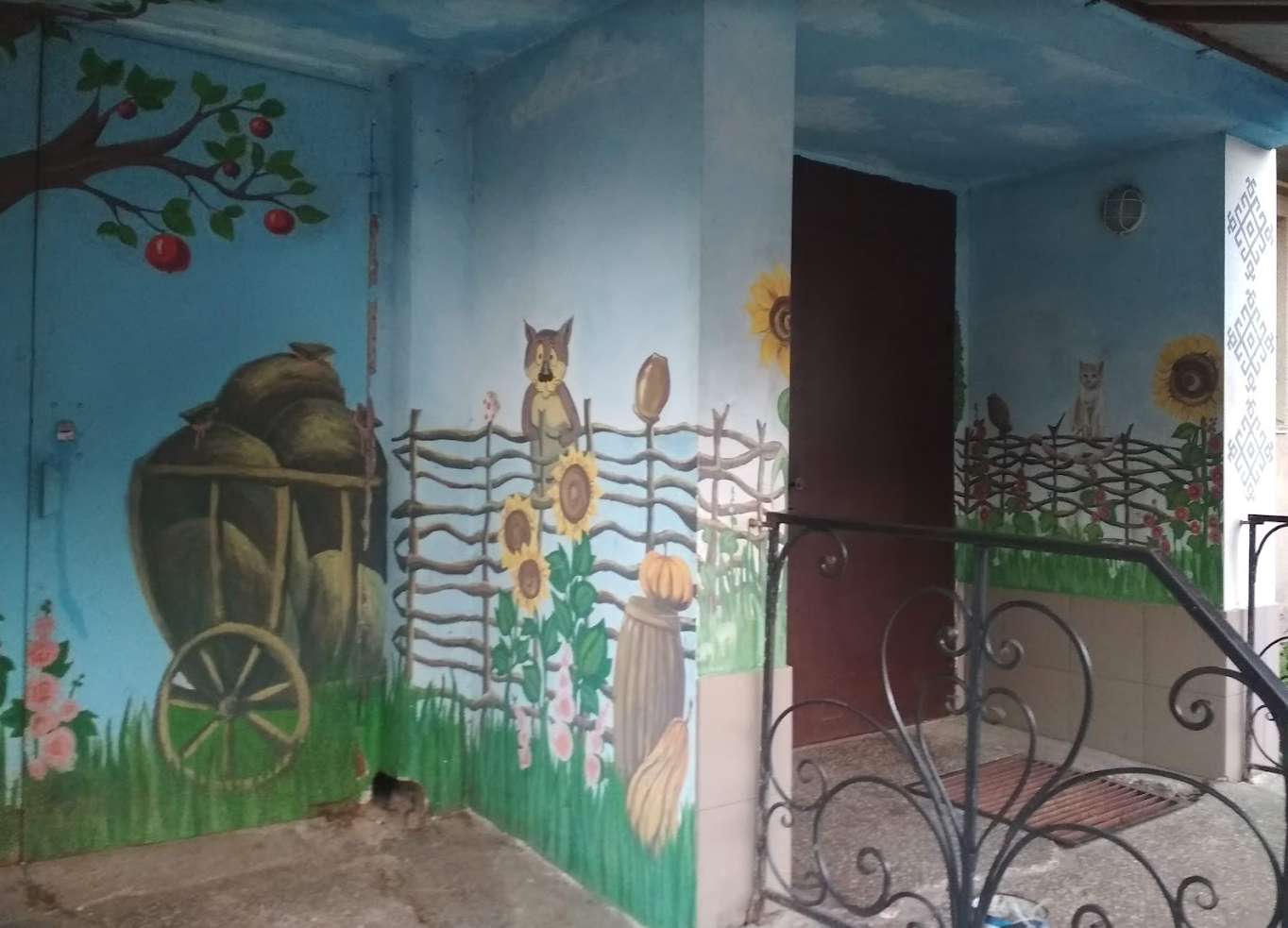

### Піаністка
Мурал на стіні технічного приміщення поруч з будинком ОСББ "Бастилія", вул. Бородіна. Автор роботи рівненський художник Костянтин Качановський зобразив свою кохану, піаністку Ольгу.

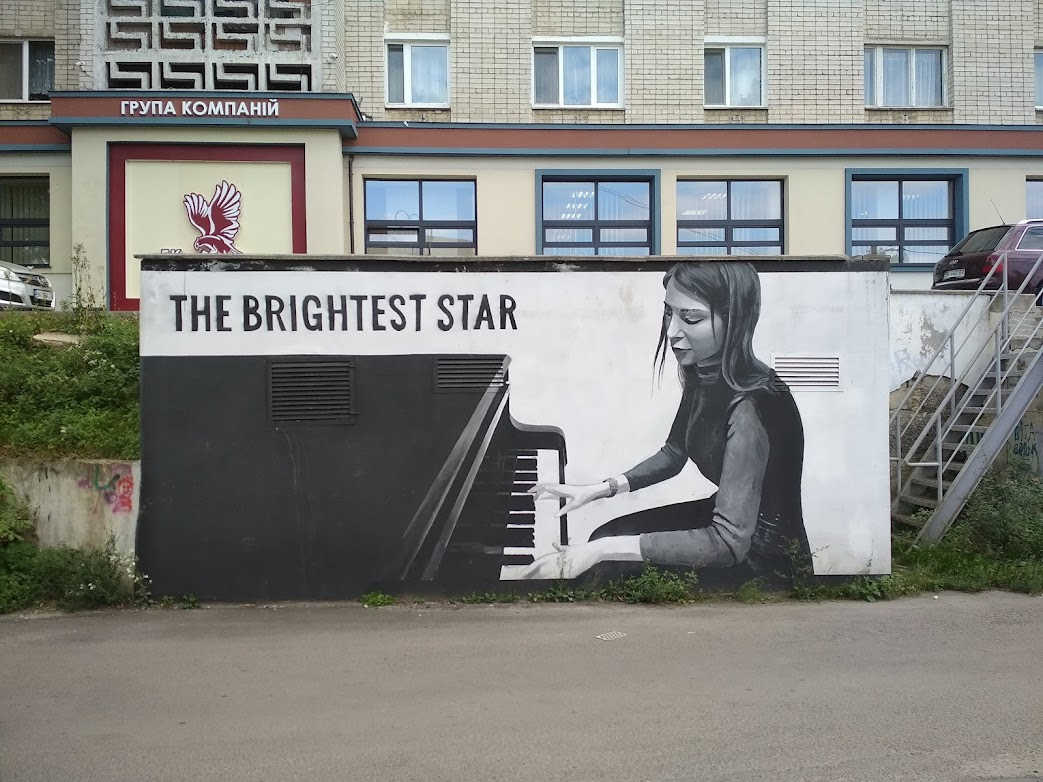
Графіті піаністки The brightest star

### Графіті на Макарова 2

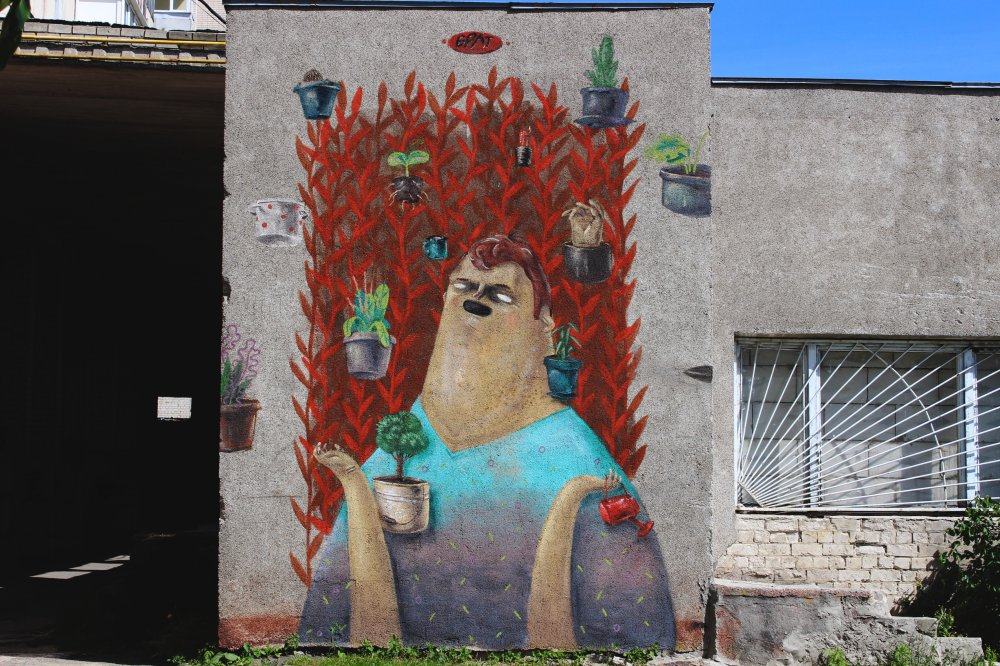
Графіті на Макарова, 2

### Праджат
Мурал спортклубу «Праджат», вул.16 Липня

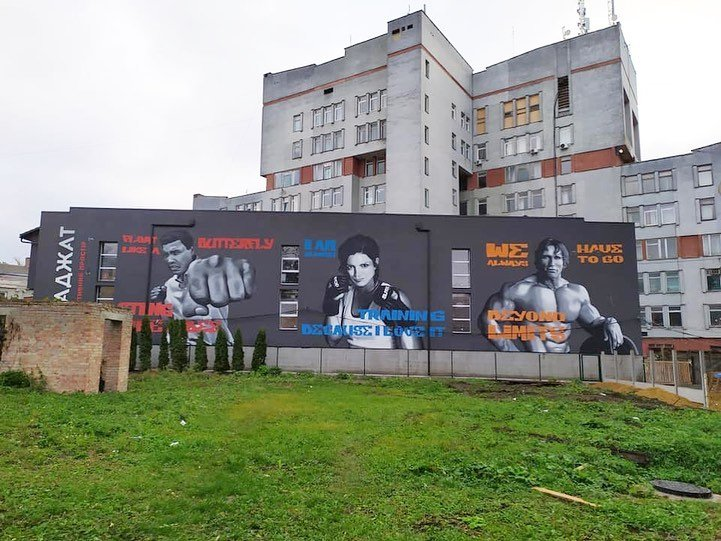
Мурал спортклубу Праджат, вул.16 Липня

### Паркан біля СТО "Тачки"

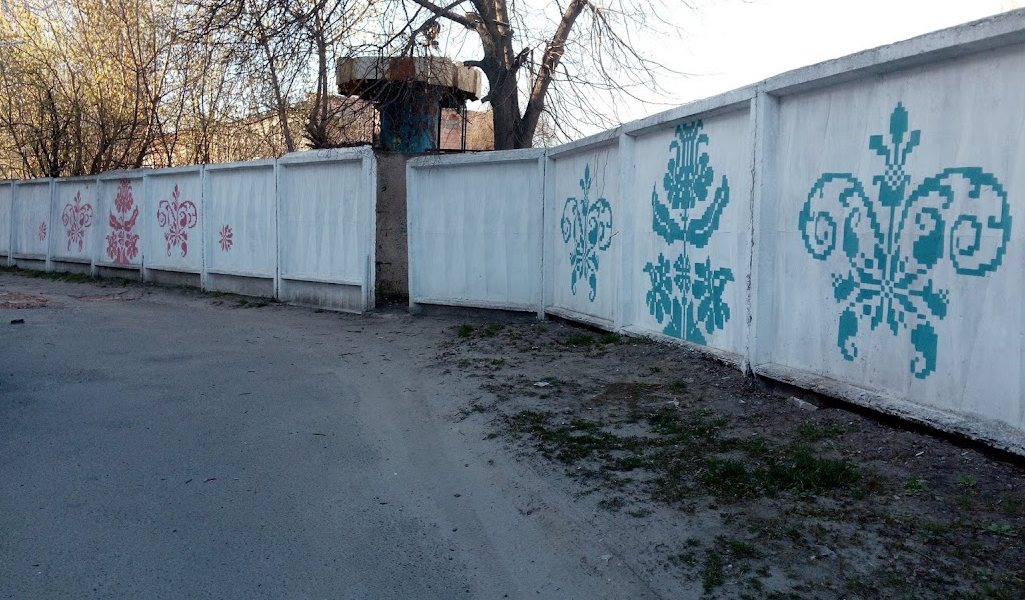
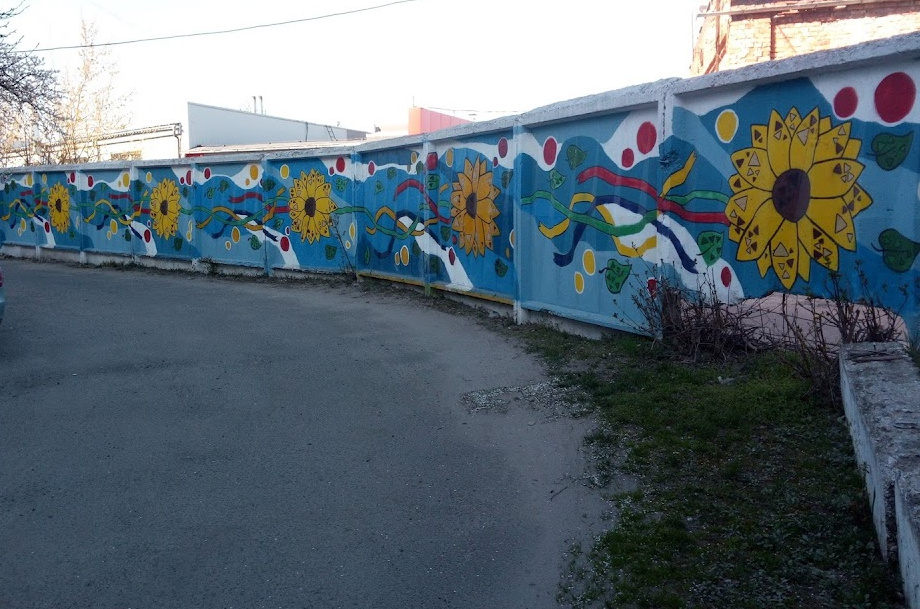

### Віртуальна реальність

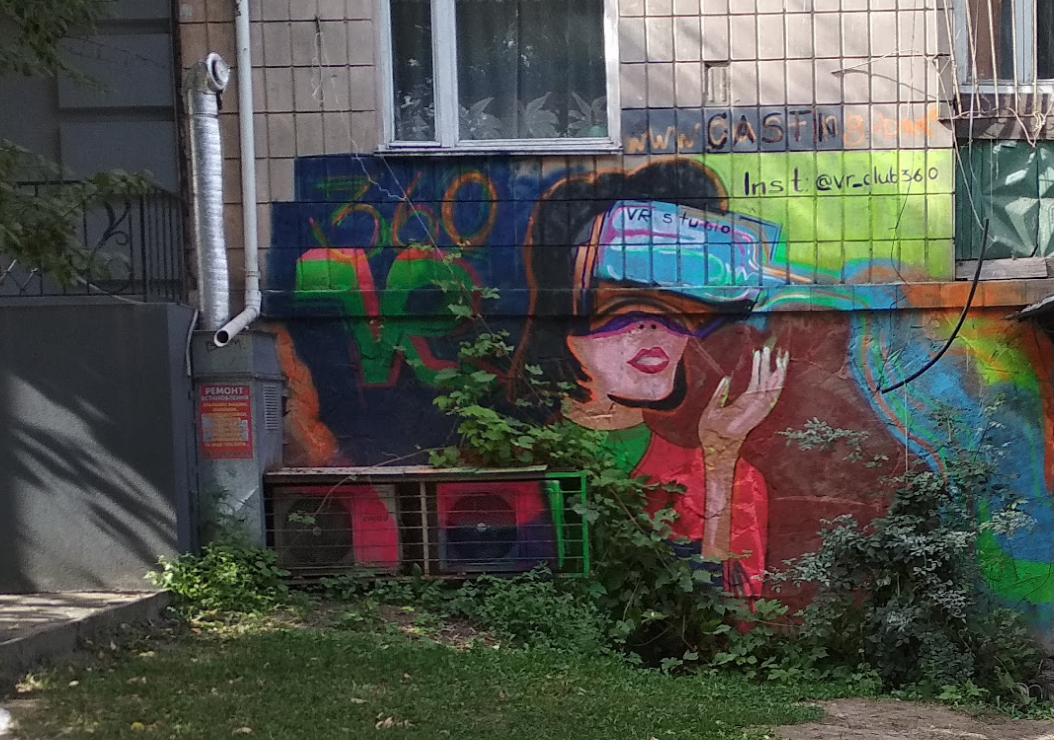
Мурал "Віртуальна реальність", Кн.Острозького, 4

### Танцюристки

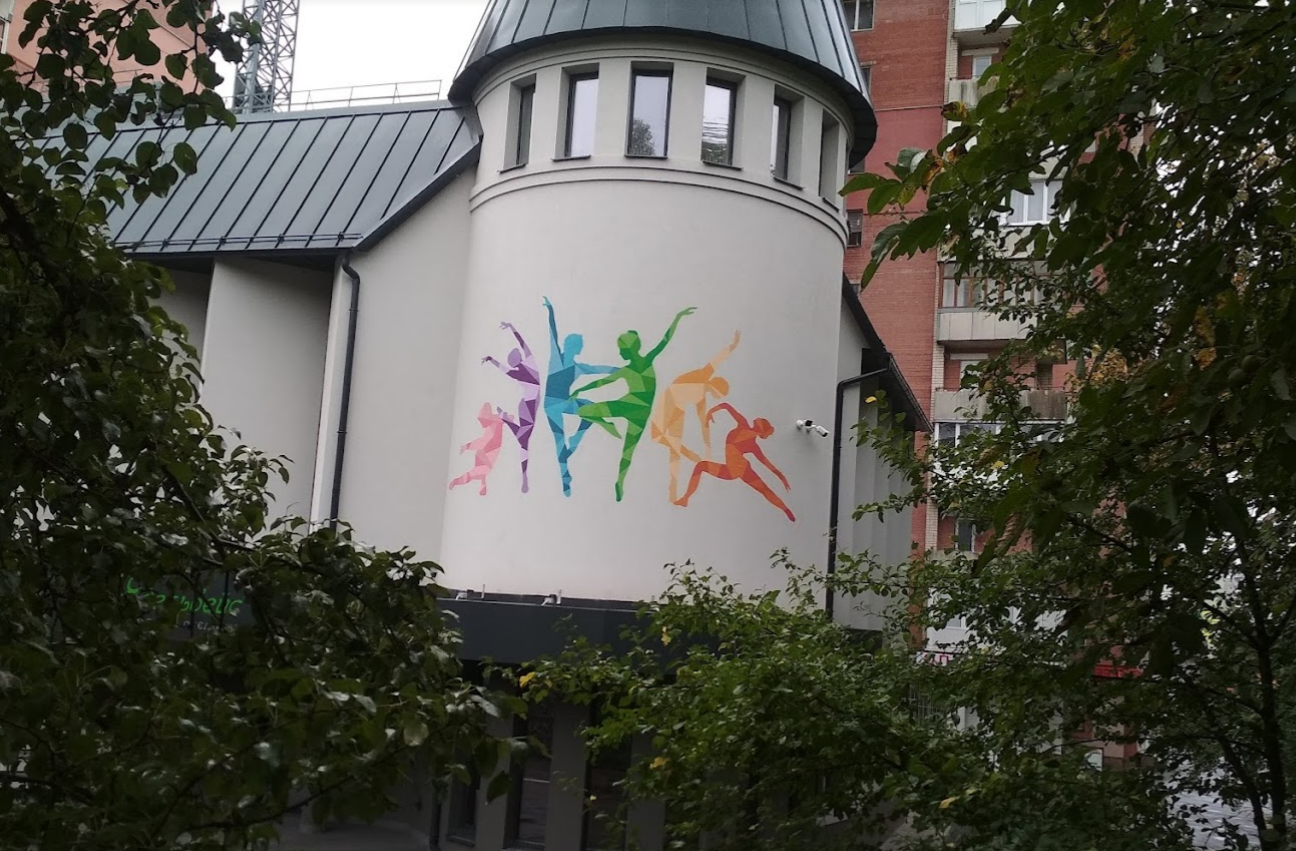
Мурал "Танцюристки", Мистецьке об'єднання "Едельвейс", вул. Є.Коновальця, 3

### Куток

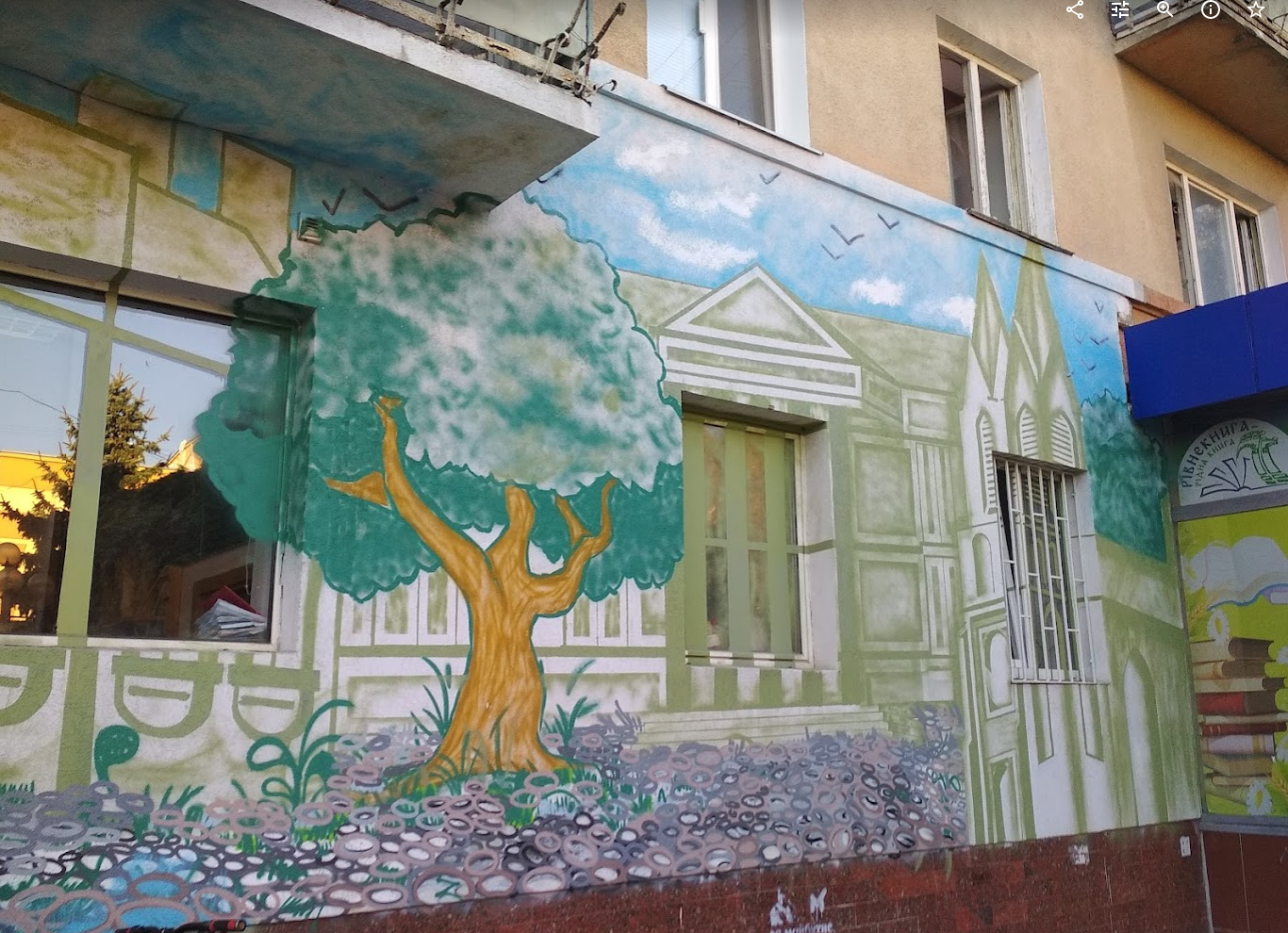
Декорування фасаду, м-н Незалежності, 5

### Зоопарк
Технічне приміщення Рівненського зоопарку отримало свої художні розписи.

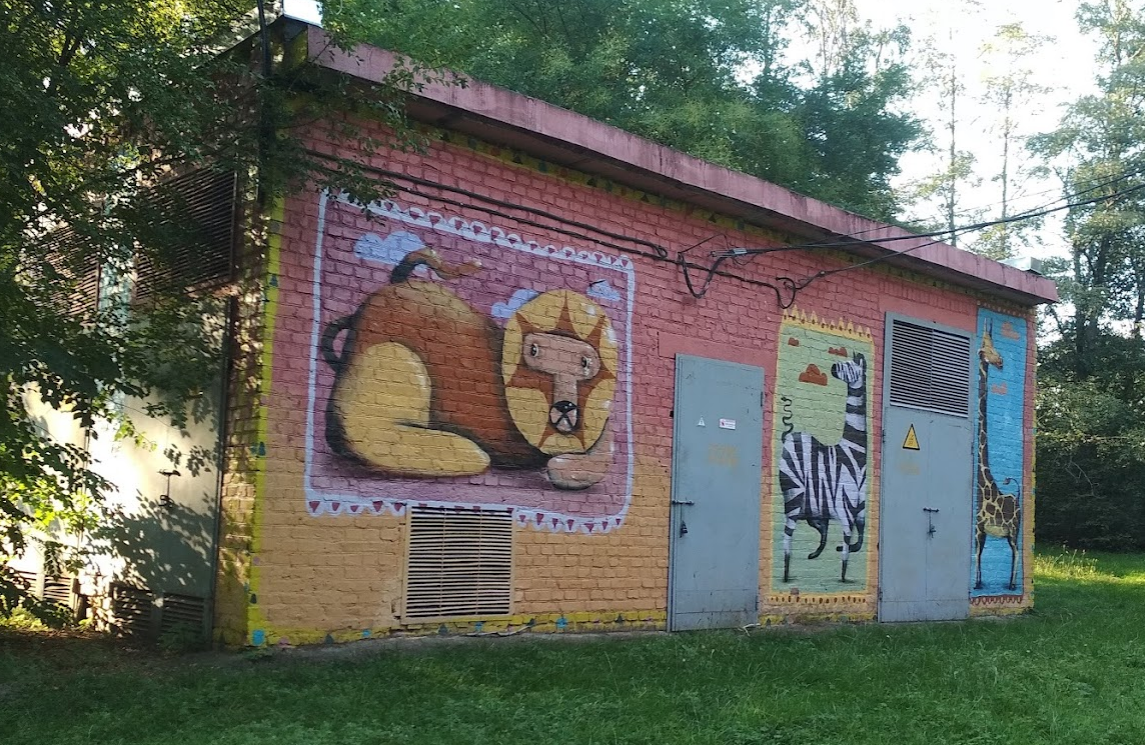
Лев, зебра та жираф
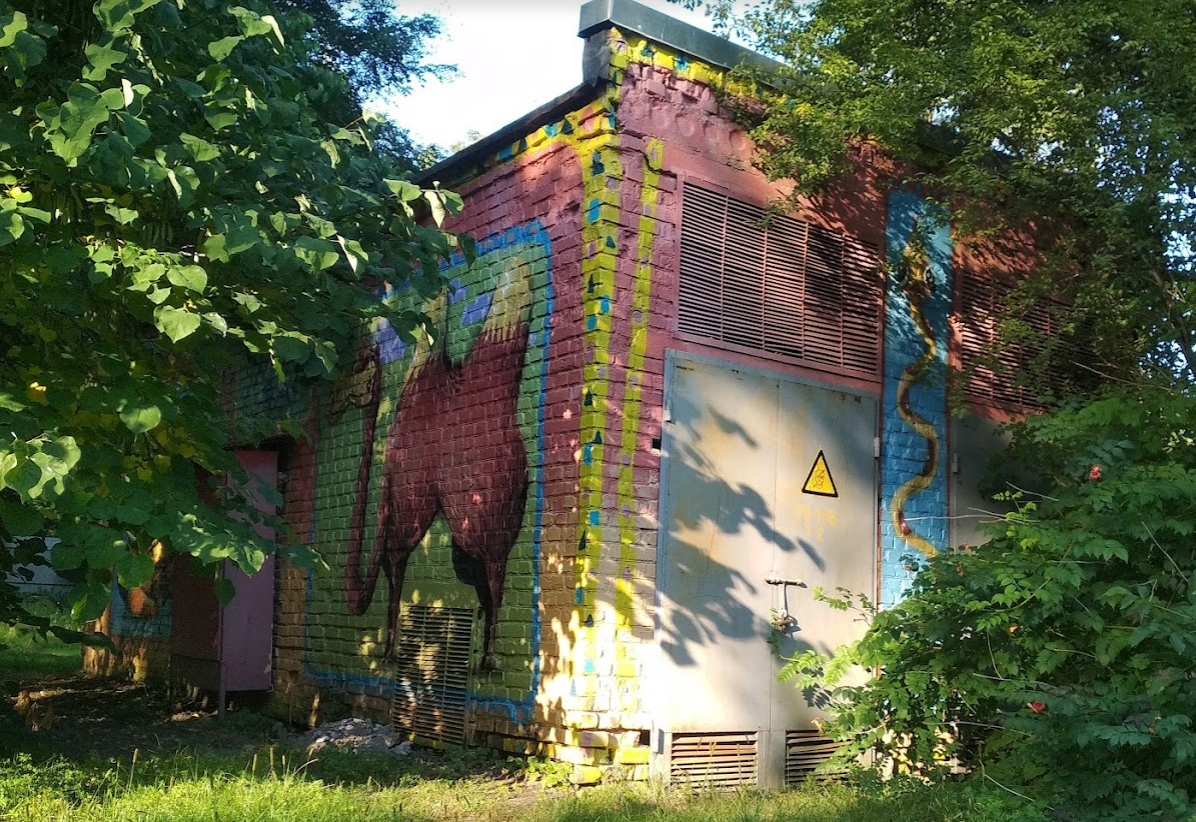
Верблюд та змія